# Effectif des équipes à la Coupe d'Asie des nations de football de 2019
 (avril 2025).
Motif : Où est l'intérêt encyclopédique à cela ?
- Archive Wikiwix
- Bing
- Cairn
- DuckDuckGo
- E. Universalis
- Gallica
- Google
- G. Books
- G. News
- G. Scholar
- Persée
- Qwant
- (zh) Baidu
- (ru) Yandex
- (wd) trouver des œuvres sur Wikidata

| 1. | Préciser le motif de la pose du bandeau. | Précisez le motif de la pose du bandeau en utilisant la syntaxe suivante : {{admissibilité à vérifier\|date=juin 2025\|motif=remplacez ce texte par le motif}}                                                                              |
| 2. | Informer les utilisateurs concernés.     | Pensez à avertir le créateur de l'article, par exemple, en insérant le code ci-dessous sur sa page de discussion : {{subst:avertissement admissibilité à vérifier\|Effectif des équipes à la Coupe d'Asie des nations de football de 2019}} |

Cette page contient la liste de toutes les équipes et leurs joueurs participant à la phase finale de la Coupe d'Asie des nations de football de 2019 aux Émirats arabes unis.

## Effectifs

### Groupe A

#### Émirats arabes unis
| Nom                | Nom                 | Équipe actuelle | Date de naissance et âge*  | J.              | Buts            |                 |                 |                 |
| Gardiens de but    | Gardiens de but     | Gardiens de but | Gardiens de but            | Gardiens de but | Gardiens de but | Gardiens de but | Gardiens de but | Gardiens de but |
| ------------------ | ------------------- | --------------- | -------------------------- | --------------- | --------------- | --------------- | --------------- | --------------- |
|                    | Khalid Eisa         | Al-Aïn Club     | 15 septembre 1989 (29 ans) | 0               | 0               | 0               | 0               | 0               |
|                    | Ali Khasif          | Al-Jazira Club  | 9 juin 1987 (31 ans)       | 0               | 0               | 0               | 0               | 0               |
|                    | Mohamed Al Shamsi   | Al-Wahda Club   | 4 janvier 1997 (22 ans)    | 0               | 0               | 0               | 0               | 0               |
| Défenseurs         |                     |                 |                            |                 |                 |                 |                 |                 |
|                    | Mohamed Ahmed       | Al-Aïn Club     | 16 avril 1989 (29 ans)     | 0               | 0               | 0               | 0               | 0               |
|                    | Ismail Ahmed        | Al-Aïn Club     | 7 juillet 1983 (35 ans)    | 0               | 0               | 0               | 0               | 0               |
|                    | Khalifa Al Hammadi  | Al-Jazira Club  | 6 novembre 1998 (20 ans)   | 0               | 0               | 0               | 0               | 0               |
|                    | Fares Juma          | Al-Jazira Club  | 30 décembre 1988 (30 ans)  | 0               | 0               | 0               | 0               | 0               |
|                    | Khalifa Moubarak    | Al Nasr Dubaï   | 30 octobre 1993 (25 ans)   | 0               | 0               | 0               | 0               | 0               |
|                    | Al Hassan Saleh     | Al-Sharjah      | 25 juin 1991 (27 ans)      | 0               | 0               | 0               | 0               | 0               |
|                    | Walid Abbas         | Al-Ahli Dubaï   | 11 juin 1985 (33 ans)      | 0               | 0               | 0               | 0               | 0               |
|                    | Bandar Al-Ahbabi    | Al-Aïn Club     | 9 juillet 1990 (28 ans)    | 0               | 0               | 0               | 0               | 0               |
| Milieux de terrain |                     |                 |                            |                 |                 |                 |                 |                 |
|                    | Amer Abdulrahman    | Al-Aïn Club     | 3 juillet 1989 (29 ans)    | 0               | 0               | 0               | 0               | 0               |
|                    | Mohammed Khalvan    | Al-Fujairah     | 29 décembre 1992 (26 ans)  | 0               | 0               | 0               | 0               | 0               |
|                    | Mohamed Abdulrahman | Al-Aïn Club     | 4 février 1989 (29 ans)    | 0               | 0               | 0               | 0               | 0               |
|                    | Khalfan Mubarak     | Al-Jazira Club  | 9 mai 1995 (23 ans)        | 0               | 0               | 0               | 0               | 0               |
|                    | Majed Hassan        | Al-Ahli Dubaï   | 1er août 1992 (26 ans)     | 0               | 0               | 0               | 0               | 0               |
|                    | Ismaïl Al Hammadi   | Al-Ahli Dubaï   | 1er juillet 1988 (30 ans)  | 0               | 0               | 0               | 0               | 0               |
|                    | Ali Salmeen         | Al Wasl Dubaï   | 4 février 1995 (28 ans)    | 0               | 0               | 0               | 0               | 0               |
|                    | Khamis Esmaeel      | Al Wasl Dubaï   | 16 août 1989 (29 ans)      | 0               | 0               | 0               | 0               | 0               |
| Attaquants         |                     |                 |                            |                 |                 |                 |                 |                 |
|                    | Ali Mabkhout        | Al-Jazira Club  | 5 octobre 1990 (28 ans)    | 0               | 0               | 0               | 0               | 0               |
|                    | Ahmed Khalil        | Al-Ahli Dubaï   | 8 juin 1991 (27 ans)       | 0               | 0               | 0               | 0               | 0               |
|                    | Saif Rashid         | Sharjah FC      | 13 septembre 1992 (26 ans) | 0               | 0               | 0               | 0               | 0               |
|                    | Ismaïl Matar        | Al-Wahda Club   | 7 avril 1983 (35 ans)      | 0               | 0               | 0               | 0               | 0               |
| Sélectionneur      |                     |                 |                            |                 |                 |                 |                 |                 |
|                    | Alberto Zaccheroni  |                 | 1er avril 1953 (65 ans)    |                 |                 |                 |                 |                 |

#### Thaïlande
| Nom                | Nom                     | Équipe actuelle   | Date de naissance et âge*   | J.              | Buts            |                 |                 |                 |
| Gardiens de but    | Gardiens de but         | Gardiens de but   | Gardiens de but             | Gardiens de but | Gardiens de but | Gardiens de but | Gardiens de but | Gardiens de but |
| ------------------ | ----------------------- | ----------------- | --------------------------- | --------------- | --------------- | --------------- | --------------- | --------------- |
|                    | Chatchai Budprom        | BG Pathum United  | 4 février 1987 (31 ans)     | 0               | 0               | 0               | 0               | 0               |
|                    | Saranon Anuin           | Chiangrai United  | 24 mars 1994 (24 ans)       | 0               | 0               | 0               | 0               | 0               |
|                    | Siwarak Tedsungnoen     | Buriram United    | 15 septembre 1989 (29 ans)  | 0               | 0               | 0               | 0               | 0               |
| Défenseurs         |                         |                   |                             |                 |                 |                 |                 |                 |
|                    | Theerathon Bunmathan    | Muangthong United | 6 février 1990 (28 ans)     | 0               | 0               | 0               | 0               | 0               |
|                    | Chalermpong Kerdkaew    | Nakhon Ratchasima | 7 octobre 1986 (32 ans)     | 0               | 0               | 0               | 0               | 0               |
|                    | Adisorn Promrak         | Muangthong United | 21 octobre 1993 (25 ans)    | 0               | 0               | 0               | 0               | 0               |
|                    | Pansa Hemviboon         | Buriram United    | 8 juillet 1990 (28 ans)     | 0               | 0               | 0               | 0               | 0               |
|                    | Korrakot Wiriyaudomsiri | Buriram United    | 19 janvier 1988 (30 ans)    | 0               | 0               | 0               | 0               | 0               |
|                    | Suphan Thongsong        | Suphanburi FC     | 26 août 1994 (24 ans)       | 0               | 0               | 0               | 0               | 0               |
|                    | Mika Chunuonsee         | Bangkok United    | 26 mars 1989 (29 ans)       | 0               | 0               | 0               | 0               | 0               |
|                    | Tristan Do              | Bangkok United    | 31 janvier 1993 (25 ans)    | 0               | 0               | 0               | 0               | 0               |
| Milieux de terrain |                         |                   |                             |                 |                 |                 |                 |                 |
|                    | Sasalak Haiprakhon      | Buriram United    | 8 janvier 1995 (23 ans)     | 0               | 0               | 0               | 0               | 0               |
|                    | Sumanya Purisai         | Bangkok United    | 5 décembre 1986 (32 ans)    | 0               | 0               | 0               | 0               | 0               |
|                    | Thitipan Puangchan      | BG Pathum United  | 1er septembre 1993 (25 ans) | 0               | 0               | 0               | 0               | 0               |
|                    | Wichaya Dechmitr        | Bangkok United    | 3 août 1989 (29 ans)        | 0               | 0               | 0               | 0               | 0               |
|                    | Tanaboon Kesarat        | BG Pathum United  | 21 septembre 1993 (25 ans)  | 0               | 0               | 0               | 0               | 0               |
|                    | Chanathip Songkrasin    | Consadole Sapporo | 5 octobre 1993 (25 ans)     | 0               | 0               | 0               | 0               | 0               |
|                    | Pokklaw Anan            | Bangkok United    | 4 mars 1991 (27 ans)        | 0               | 0               | 0               | 0               | 0               |
| Attaquants         |                         |                   |                             |                 |                 |                 |                 |                 |
|                    | Adisak Kraisorn         | Muangthong United | 1er février 1991 (27 ans)   | 0               | 0               | 0               | 0               | 0               |
|                    | Teerasil Dangda         | Muangthong United | 6 juin 1988 (30 ans)        | 0               | 0               | 0               | 0               | 0               |
|                    | Chananan Pombuppha      | Suphanburi FC     | 17 mars 1992 (26 ans)       | 0               | 0               | 0               | 0               | 0               |
|                    | Siroch Chatthong        | PT Prachuap       | 8 décembre 1992 (26 ans)    | 0               | 0               | 0               | 0               | 0               |
|                    | Supachai Jaided         | Buriram United    | 1er décembre 1998 (20 ans)  | 0               | 0               | 0               | 0               | 0               |
| Sélectionneur      |                         |                   |                             |                 |                 |                 |                 |                 |
|                    | Milovan Rajevac         |                   | 2 janvier 1954 (65 ans)     |                 |                 |                 |                 |                 |

#### Inde
| Nom                | Nom                   | Équipe actuelle  | Date de naissance et âge*  | J.              | Buts            |                 |                 |                 |
| Gardiens de but    | Gardiens de but       | Gardiens de but  | Gardiens de but            | Gardiens de but | Gardiens de but | Gardiens de but | Gardiens de but | Gardiens de but |
| ------------------ | --------------------- | ---------------- | -------------------------- | --------------- | --------------- | --------------- | --------------- | --------------- |
|                    | Gurpreet Singh Sandhu | Bengaluru        | 3 février 1992 (26 ans)    | 0               | 0               | 0               | 0               | 0               |
|                    | Vishal Kaith          | Pune City        | 22 juillet 1996 (22 ans)   | 0               | 0               | 0               | 0               | 0               |
|                    | Amrinder Singh        | Mumbai City      | 27 mai 1993 (25 ans)       | 0               | 0               | 0               | 0               | 0               |
| Défenseurs         |                       |                  |                            |                 |                 |                 |                 |                 |
|                    | Narayan Das           | Delhi Dynamos    | 25 septembre 1993 (25 ans) | 0               | 0               | 0               | 0               | 0               |
|                    | Pritam Kotal          | Delhi Dynamos    | 9 août 1993 (25 ans)       | 0               | 0               | 0               | 0               | 0               |
|                    | Sandesh Jhingan       | Kerala Blasters  | 21 juillet 1993 (25 ans)   | 0               | 0               | 0               | 0               | 0               |
|                    | Anas Edathodika       | Kerala Blasters  | 15 février 1987 (31 ans)   | 0               | 0               | 0               | 0               | 0               |
|                    | Subhasish Bose        | Mumbai City      | 18 août 1995 (23 ans)      | 0               | 0               | 0               | 0               | 0               |
|                    | Salam Ranjan Singh    | East Bengal Club | 4 décembre 1995 (23 ans)   | 0               | 0               | 0               | 0               | 0               |
|                    | Sarthak Golui         | Pune City        | 3 novembre 1997 (21 ans)   | 0               | 0               | 0               | 0               | 0               |
| Milieux de terrain |                       |                  |                            |                 |                 |                 |                 |                 |
|                    | Rowllin Borges        | NorthEast United | 5 juin 1992 (26 ans)       | 0               | 0               | 0               | 0               | 0               |
|                    | Halicharan Narzary    | Kerala Blasters  | 10 mai 1994 (24 ans)       | 0               | 0               | 0               | 0               | 0               |
|                    | Jackichand Singh      | FC Goa           | 17 mars 1992 (26 ans)      | 0               | 0               | 0               | 0               | 0               |
|                    | Pronay Halder         | ATK              | 25 février 1993 (25 ans)   | 0               | 0               | 0               | 0               | 0               |
|                    | Udanta Singh          | Bengaluru        | 14 juin 1996 (22 ans)      | 0               | 0               | 0               | 0               | 0               |
|                    | Anirudh Thapa         | Chennaiyin       | 15 janvier 1998 (20 ans)   | 0               | 0               | 0               | 0               | 0               |
|                    | Ashique Kuruniyan     | Pune City        | 17 juin 1997 (21 ans)      | 0               | 0               | 0               | 0               | 0               |
|                    | Germanpreet Singh     | Chennaiyin       | 24 juin 1996 (22 ans)      | 0               | 0               | 0               | 0               | 0               |
|                    | Vinit Rai             | Delhi Dynamos    | 10 octobre 1997 (21 ans)   | 0               | 0               | 0               | 0               | 0               |
| Attaquants         |                       |                  |                            |                 |                 |                 |                 |                 |
|                    | Sunil Chhetri         | Bengaluru        | 3 août 1984 (34 ans)       | 0               | 0               | 0               | 0               | 0               |
|                    | Jeje Lalpekhlua       | Chennaiyin       | 7 janvier 1991 (27 ans)    | 0               | 0               | 0               | 0               | 0               |
|                    | Balwant Singh         | ATK              | 15 décembre 1986 (32 ans)  | 0               | 0               | 0               | 0               | 0               |
|                    | Sumeet Passi          | Jamshedpur       | 18 avril 1995 (23 ans)     | 0               | 0               | 0               | 0               | 0               |
| Sélectionneur      |                       |                  |                            |                 |                 |                 |                 |                 |
|                    | Stephen Constantine   |                  | 16 octobre 1962 (56 ans)   |                 |                 |                 |                 |                 |

#### Bahreïn
| Nom                | Nom                 | Équipe actuelle  | Date de naissance et âge*  | J.              | Buts            |                 |                 |                 |
| Gardiens de but    | Gardiens de but     | Gardiens de but  | Gardiens de but            | Gardiens de but | Gardiens de but | Gardiens de but | Gardiens de but | Gardiens de but |
| ------------------ | ------------------- | ---------------- | -------------------------- | --------------- | --------------- | --------------- | --------------- | --------------- |
|                    | Sayed Shubbar Alawi | Al Najma Club    | 11 août 1985 (33 ans)      | 0               | 0               | 0               | 0               | 0               |
|                    | Yusuf Habib         | Malkiya Club     | 9 janvier 1998 (20 ans)    | 0               | 0               | 0               | 0               | 0               |
|                    | Abdulkarim Fardan   | Riffa Club       | 25 avril 1992 (26 ans)     | 0               | 0               | 0               | 0               | 0               |
| Défenseurs         |                     |                  |                            |                 |                 |                 |                 |                 |
|                    | Sayed Baqer         | Al Nasr Koweït   | 14 avril 1994 (24 ans)     | 0               | 0               | 0               | 0               | 0               |
|                    | Waleed Al Hayam     | Al Muharraq Club | 3 février 1991 (27 ans)    | 0               | 0               | 0               | 0               | 0               |
|                    | Hamad Al-Shamsan    | Riffa Club       | 29 septembre 1997 (21 ans) | 0               | 0               | 0               | 0               | 0               |
|                    | Ahmed Merza         | Al-Hidd          | 24 février 1991 (27 ans)   | 0               | 0               | 0               | 0               | 0               |
|                    | Ahmed Juma          | Al Muharraq Club | 8 octobre 1992 (26 ans)    | 0               | 0               | 0               | 0               | 0               |
|                    | Sayed Redha Isa     | Riffa Club       | 7 août 1994 (24 ans)       | 0               | 0               | 0               | 0               | 0               |
|                    | Ahmed Bughammar     | Al-Hidd          | 30 décembre 1997 (21 ans)  | 0               | 0               | 0               | 0               | 0               |
|                    | Ahmed Abdulla       | Al Najma Club    | 1er avril 1987 (31 ans)    | 0               | 0               | 0               | 0               | 0               |
| Milieux de terrain |                     |                  |                            |                 |                 |                 |                 |                 |
|                    | Sayed Dhiya Saeed   | Al Nasr Koweït   | 17 juillet 1992 (26 ans)   | 0               | 0               | 0               | 0               | 0               |
|                    | Abdulwahab Al Safi  | Al Muharraq Club | 4 juin 1984 (34 ans)       | 0               | 0               | 0               | 0               | 0               |
|                    | Mohamed Marhoon     | Riffa Club       | 12 février 1998 (20 ans)   | 0               | 0               | 0               | 0               | 0               |
|                    | Ali Madan           | Al Najma Club    | 30 novembre 1995 (23 ans)  | 0               | 0               | 0               | 0               | 0               |
|                    | Ali Haram           | Riffa Club       | 1er décembre 1988 (30 ans) | 0               | 0               | 0               | 0               | 0               |
|                    | Jasim Al-Shaikh     | Al-Ahli Club     | 1er février 1996 (22 ans)  | 0               | 0               | 0               | 0               | 0               |
|                    | Kamil Al Aswad      | Riffa Club       | 8 avril 1994 (24 ans)      | 0               | 0               | 0               | 0               | 0               |
|                    | Jamal Rashid        | Al Muharraq Club | 7 novembre 1988 (30 ans)   | 0               | 0               | 0               | 0               | 0               |
| Attaquants         |                     |                  |                            |                 |                 |                 |                 |                 |
|                    | Mahdi Al-Humaidan   | Al-Ahli Club     | 19 mai 1993 (25 ans)       | 0               | 0               | 0               | 0               | 0               |
|                    | Abdulla Yusuf Helal | Bohemians 1905   | 12 juin 1993 (25 ans)      | 0               | 0               | 0               | 0               | 0               |
|                    | Mohamed Al Romaihi  | Manama Club      | 9 septembre 1990 (28 ans)  | 0               | 0               | 0               | 0               | 0               |
|                    | Sami Al-Husaini     | East Riffa       | 29 septembre 1989 (29 ans) | 0               | 0               | 0               | 0               | 0               |
| Sélectionneur      |                     |                  |                            |                 |                 |                 |                 |                 |
|                    | Miroslav Soukup     |                  | 13 novembre 1965 (53 ans)  |                 |                 |                 |                 |                 |

### Groupe B

#### Australie
| Nom                | Nom               | Équipe actuelle          | Date de naissance et âge*  | J.              | Buts            |                 |                 |                 |
| Gardiens de but    | Gardiens de but   | Gardiens de but          | Gardiens de but            | Gardiens de but | Gardiens de but | Gardiens de but | Gardiens de but | Gardiens de but |
| ------------------ | ----------------- | ------------------------ | -------------------------- | --------------- | --------------- | --------------- | --------------- | --------------- |
|                    | Mitchell Langerak | Nagoya Grampus           | 22 août 1988 (30 ans)      | 0               | 0               | 0               | 0               | 0               |
|                    | Mathew Ryan       | Brighton & Hove Albion   | 8 avril 1992 (26 ans)      | 0               | 0               | 0               | 0               | 0               |
|                    | Danny Vukovic     | KRC Genk                 | 27 mars 1985 (33 ans)      | 0               | 0               | 0               | 0               | 0               |
| Défenseurs         |                   |                          |                            |                 |                 |                 |                 |                 |
|                    | Aziz Behich       | PSV Eindhoven            | 16 décembre 1992 (28 ans)  | 0               | 0               | 0               | 0               | 0               |
|                    | Miloš Degenek     | Étoile rouge de Belgrade | 28 avril 1994 (24 ans)     | 0               | 0               | 0               | 0               | 0               |
|                    | Alex Gersbach     | Rosenborg BK             | 8 mai 1997 (21 ans)        | 0               | 0               | 0               | 0               | 0               |
|                    | Rhyan Grant       | Sydney FC                | 26 février 1991 (27 ans)   | 0               | 0               | 0               | 0               | 0               |
|                    | Matthew Jurman    | Ittihad FC               | 8 décembre 1989 (29 ans)   | 0               | 0               | 0               | 0               | 0               |
|                    | Mark Milligan     | Hibernian FC             | 4 août 1985 (33 ans)       | 0               | 0               | 0               | 0               | 0               |
|                    | Josh Risdon       | Western Sydney Wanderers | 27 juillet 1992 (26 ans)   | 0               | 0               | 0               | 0               | 0               |
|                    | Trent Sainsbury   | PSV Eindhoven            | 5 janvier 1992 (27 ans)    | 0               | 0               | 0               | 0               | 0               |
| Milieux de terrain |                   |                          |                            |                 |                 |                 |                 |                 |
|                    | Mustafa Amini     | AGF Århus                | 20 avril 1993 (25 ans)     | 0               | 0               | 0               | 0               | 0               |
|                    | Chris Ikonomidis  | Perth Glory              | 4 mai 1995 (23 ans)        | 0               | 0               | 0               | 0               | 0               |
|                    | Jackson Irvine    | Hull City                | 7 mars 1993 (25 ans)       | 0               | 0               | 0               | 0               | 0               |
|                    | James Jeggo       | Austria Vienne           | 12 décembre 1992 (26 ans)  | 0               | 0               | 0               | 0               | 0               |
|                    | Massimo Luongo    | Queens Park Rangers      | 25 juillet 1992 (26 ans)   | 0               | 0               | 0               | 0               | 0               |
|                    | Tom Rogić         | Celtic FC                | 16 décembre 1992 (26 ans)  | 0               | 0               | 0               | 0               | 0               |
| Attaquants         |                   |                          |                            |                 |                 |                 |                 |                 |
|                    | Apóstolos Giánnou | AEK Larnaca              | 25 janvier 1990 (28 ans)   | 0               | 0               | 0               | 0               | 0               |
|                    | Robbie Kruse      | VfL Bochum               | 5 octobre 1988 (30 ans)    | 0               | 0               | 0               | 0               | 0               |
|                    | Mathew Leckie     | Hertha BSC               | 4 février 1991 (27 ans)    | 0               | 0               | 0               | 0               | 0               |
|                    | Awer Mabil        | FC Midtjylland           | 15 septembre 1995 (23 ans) | 0               | 0               | 0               | 0               | 0               |
|                    | Jamie Maclaren    | Hibernian FC             | 29 juillet 1993 (25 ans)   | 0               | 0               | 0               | 0               | 0               |
|                    | Andrew Nabbout    | Urawa Red Diamonds       | 17 décembre 1992 (26 ans)  | 0               | 0               | 0               | 0               | 0               |
| Sélectionneur      |                   |                          |                            |                 |                 |                 |                 |                 |
|                    | Graham Arnold     |                          | 3 août 1963 (55 ans)       |                 |                 |                 |                 |                 |

#### Syrie
| Nom                | Nom                  | Équipe actuelle        | Date de naissance et âge* | J.              | Buts            |                 |                 |                 |
| Gardiens de but    | Gardiens de but      | Gardiens de but        | Gardiens de but           | Gardiens de but | Gardiens de but | Gardiens de but | Gardiens de but | Gardiens de but |
| ------------------ | -------------------- | ---------------------- | ------------------------- | --------------- | --------------- | --------------- | --------------- | --------------- |
|                    | Ibrahim Alma         | Al Wahda Club          | 18 octobre 1991 (27 ans)  | 0               | 0               | 0               | 0               | 0               |
|                    | Ahmad Madania        | Al Jaish Damas         | 1er janvier 1990 (29 ans) | 0               | 0               | 0               | 0               | 0               |
|                    | Mahmoud Al-Youssef   | Al-Jabalain FC         | 20 janvier 1988 (30 ans)  | 0               | 0               | 0               | 0               | 0               |
| Défenseurs         |                      |                        |                           |                 |                 |                 |                 |                 |
|                    | Ahmad Al Salih       | Al Ahed Beyrouth       | 20 mars 1989 (29 ans)     | 0               | 0               | 0               | 0               | 0               |
|                    | Jehad Al Baour       | Riffa Club             | 27 juin 1987 (31 ans)     | 0               | 0               | 0               | 0               | 0               |
|                    | Hussein Jwayed       | Al-Zawra'a             | 1er janvier 1993 (26 ans) | 0               | 0               | 0               | 0               | 0               |
|                    | Zaher Midani         | Al-Qowa Al-Jawiya      | 13 avril 1987 (31 ans)    | 0               | 0               | 0               | 0               | 0               |
|                    | Adbulmalek Al Anizan | Al Jaish Damas         | 25 février 1989 (29 ans)  | 0               | 0               | 0               | 0               | 0               |
|                    | Amro Jenyat          | Al-Shabab SC           | 15 janvier 1993 (25 ans)  | 0               | 0               | 0               | 0               | 0               |
|                    | Omar Midani          | Pyramids FC            | 26 janvier 1994 (24 ans)  | 0               | 0               | 0               | 0               | 0               |
|                    | Moayad Ajan          | Al-Jazira Amman        | 16 février 1993 (25 ans)  | 0               | 0               | 0               | 0               | 0               |
|                    | Nadim Sabagh         | Tishreen SC            | 4 août 1985 (33 ans)      | 0               | 0               | 0               | 0               | 0               |
| Milieux de terrain |                      |                        |                           |                 |                 |                 |                 |                 |
|                    | Ahmed Ashkar         | Al Jaish Damas         | 1er janvier 1996 (23 ans) | 0               | 0               | 0               | 0               | 0               |
|                    | Osama Omari          | Qatar SC               | 10 janvier 1992 (26 ans)  | 0               | 0               | 0               | 0               | 0               |
|                    | Tamer Haj Mohamad    | Ohod Club              | 3 avril 1988 (30 ans)     | 0               | 0               | 0               | 0               | 0               |
|                    | Khaled Mobayed       | Al Wahda Club          | 10 janvier 1993 (25 ans)  | 0               | 0               | 0               | 0               | 0               |
|                    | Fahd Youssef         | Al-Sailiya Sports Club | 15 mai 1987 (31 ans)      | 0               | 0               | 0               | 0               | 0               |
|                    | Mohammed Osman       | Heracles Almelo        | 1er janvier 1994 (25 ans) | 0               | 0               | 0               | 0               | 0               |
|                    | Mahmoud Al-Mawas     | Umm Salal              | 1er janvier 1993 (26 ans) | 0               | 0               | 0               | 0               | 0               |
|                    | Youssef Kalfa        | Al-Hazm Rass           | 14 mai 1993 (25 ans)      | 0               | 0               | 0               | 0               | 0               |
| Attaquants         |                      |                        |                           |                 |                 |                 |                 |                 |
|                    | Omar Kharbin         | Al-Hilal               | 15 janvier 1994 (24 ans)  | 0               | 0               | 0               | 0               | 0               |
|                    | Omar Al Somah        | Al-Ahli                | 28 mars 1989 (29 ans)     | 0               | 0               | 0               | 0               | 0               |
|                    | Mardik Mardikian     | Al-Jazira Amman        | 14 mars 1992 (26 ans)     | 0               | 0               | 0               | 0               | 0               |
| Sélectionneur      |                      |                        |                           |                 |                 |                 |                 |                 |
|                    | Bernd Stange         |                        | 14 mars 1948 (70 ans)     |                 |                 |                 |                 |                 |

#### Palestine
| Nom                | Nom                 | Équipe actuelle     | Date de naissance et âge* | J.              | Buts            |                 |                 |                 |
| Gardiens de but    | Gardiens de but     | Gardiens de but     | Gardiens de but           | Gardiens de but | Gardiens de but | Gardiens de but | Gardiens de but | Gardiens de but |
| ------------------ | ------------------- | ------------------- | ------------------------- | --------------- | --------------- | --------------- | --------------- | --------------- |
|                    | Toufic Ali          | Taraji Wadi Al-Nes  | 8 novembre 1990 (28 ans)  | 0               | 0               | 0               | 0               | 0               |
|                    | Amr Kaddoura        | Landskrona BoIS     | 1er juillet 1994 (24 ans) | 0               | 0               | 0               | 0               | 0               |
|                    | Rami Hamadeh        | Hilal Al-Quds Club  | 24 mars 1994 (24 ans)     | 0               | 0               | 0               | 0               | 0               |
| Défenseurs         |                     |                     |                           |                 |                 |                 |                 |                 |
|                    | Daniel Mustafá      | Sarmiento de Leones | 2 août 1984 (34 ans)      | 0               | 0               | 0               | 0               | 0               |
|                    | Mohammed Saleh      | Floriana FC         | 18 juillet 1993 (25 ans)  | 0               | 0               | 0               | 0               | 0               |
|                    | Tamer Salah         | Hilal Al-Quds Club  | 3 avril 1986 (32 ans)     | 0               | 0               | 0               | 0               | 0               |
|                    | Musab Al-Battat     | Ahli Al-Khaleel     | 21 novembre 1993 (25 ans) | 0               | 0               | 0               | 0               | 0               |
|                    | Jaka Ihbeisheh      | NK Bravo            | 29 août 1986 (32 ans)     | 0               | 0               | 0               | 0               | 0               |
|                    | Abdullah Jaber      | Ahli Al-Khaleel     | 17 février 1993 (25 ans)  | 0               | 0               | 0               | 0               | 0               |
|                    | Abdelatif Bahdari   | Shabab Al-Khalil    | 20 février 1984 (34 ans)  | 0               | 0               | 0               | 0               | 0               |
|                    | Alexis Norambuena   | Deportes Melipilla  | 31 mars 1984 (34 ans)     | 0               | 0               | 0               | 0               | 0               |
| Milieux de terrain |                     |                     |                           |                 |                 |                 |                 |                 |
|                    | Mohammed Bassim     | Shabab Al-Khalil    | 3 juillet 1995 (23 ans)   | 0               | 0               | 0               | 0               | 0               |
|                    | Shadi Shaban        | Ahli Al-Khaleel     | 2 mars 1992 (26 ans)      | 0               | 0               | 0               | 0               | 0               |
|                    | Jonathan Cantillana | Hilal Al-Quds Club  | 26 mai 1992 (26 ans)      | 0               | 0               | 0               | 0               | 0               |
|                    | Tamer Seyam         | Hassania Agadir     | 25 novembre 1992 (26 ans) | 0               | 0               | 0               | 0               | 0               |
|                    | Sameh Maraaba       | Thaqafi Tulkarem    | 28 novembre 1992 (26 ans) | 0               | 0               | 0               | 0               | 0               |
|                    | Pablo Tamburrini    | Shabab Al-Bireh     | 30 janvier 1990 (28 ans)  | 0               | 0               | 0               | 0               | 0               |
|                    | Oday Dabbagh        | Hilal Al-Quds Club  | 3 décembre 1998 (20 ans)  | 0               | 0               | 0               | 0               | 0               |
|                    | Nazmi Albadawi      | FC Cincinnati       | 24 août 1991 (27 ans)     | 0               | 0               | 0               | 0               | 0               |
|                    | Mohammed Darweesh   | Hilal Al-Quds Club  | 2 juin 1991 (27 ans)      | 0               | 0               | 0               | 0               | 0               |
| Attaquants         |                     |                     |                           |                 |                 |                 |                 |                 |
|                    | Yashir Islame       | Coquimbo Unido      | 6 février 1991 (27 ans)   | 0               | 0               | 0               | 0               | 0               |
|                    | Khaled Salem        | Markaz Balata       | 17 novembre 1989 (29 ans) | 0               | 0               | 0               | 0               | 0               |
|                    | Mahmoud Wadi        | Al-Masry Club       | 19 décembre 1994 (24 ans) | 0               | 0               | 0               | 0               | 0               |
| Sélectionneur      |                     |                     |                           |                 |                 |                 |                 |                 |
|                    | Noureddine Ould Ali |                     | 23 juin 1972 (46 ans)     |                 |                 |                 |                 |                 |

#### Jordanie
| Nom                | Nom                 | Équipe actuelle        | Date de naissance et âge* | J.              | Buts            |                 |                 |                 |
| Gardiens de but    | Gardiens de but     | Gardiens de but        | Gardiens de but           | Gardiens de but | Gardiens de but | Gardiens de but | Gardiens de but | Gardiens de but |
| ------------------ | ------------------- | ---------------------- | ------------------------- | --------------- | --------------- | --------------- | --------------- | --------------- |
|                    | Amer Shafi          | Shabab Al-Ordon Club   | 10 février 1982 (36 ans)  | 0               | 0               | 0               | 0               | 0               |
|                    | Moataz Yaseen       | Al-Faisaly Club        | 3 novembre 1982 (36 ans)  | 0               | 0               | 0               | 0               | 0               |
|                    | Ahmed Abdel-Sattar  | Al-Jazira Amman        | 6 juillet 1984 (34 ans)   | 0               | 0               | 0               | 0               | 0               |
| Défenseurs         |                     |                        |                           |                 |                 |                 |                 |                 |
|                    | Mohammad Al-Basha   | Al-Weehdat Club        | 5 février 1988 (30 ans)   | 0               | 0               | 0               | 0               | 0               |
|                    | Yazan Abu Arab      | Al-Jazira Amman        | 31 janvier 1996 (22 ans)  | 0               | 0               | 0               | 0               | 0               |
|                    | Anas Bani Yaseen    | Al-Faisaly Club        | 29 novembre 1988 (30 ans) | 0               | 0               | 0               | 0               | 0               |
|                    | Bara' Marei         | Al-Faisaly Club        | 13 avril 1994 (24 ans)    | 0               | 0               | 0               | 0               | 0               |
|                    | Salem Al-Ajalin     | Al-Faisaly Club        | 18 février 1988 (30 ans)  | 0               | 0               | 0               | 0               | 0               |
|                    | Feras Shelbaieh     | Al-Jazira Amman        | 27 novembre 1993 (25 ans) | 0               | 0               | 0               | 0               | 0               |
|                    | Tareq Khattab       | Al-Salmiya SC          | 6 mai 1992 (26 ans)       | 0               | 0               | 0               | 0               | 0               |
| Milieux de terrain |                     |                        |                           |                 |                 |                 |                 |                 |
|                    | Khalil Bani Attiah  | Al-Faisaly Club        | 8 juin 1991 (27 ans)      | 0               | 0               | 0               | 0               | 0               |
|                    | Ahmed Samir         | Al-Jazira Amman        | 27 mars 1991 (27 ans)     | 0               | 0               | 0               | 0               | 0               |
|                    | Baha' Abdel-Rahman  | Al-Faisaly Club        | 5 janvier 1987 (31 ans)   | 0               | 0               | 0               | 0               | 0               |
|                    | Obaida Al-Samarneh  | Al-Weehdat Club        | 17 février 1992 (26 ans)  | 0               | 0               | 0               | 0               | 0               |
|                    | Yousef Al-Rawashdeh | Al-Faisaly Club        | 14 mars 1990 (28 ans)     | 0               | 0               | 0               | 0               | 0               |
|                    | Saleh Rateb         | Al-Weehdat Club        | 18 décembre 1994 (24 ans) | 0               | 0               | 0               | 0               | 0               |
|                    | Ahmed Al-Ersan      | Al-Faisaly Club        | 12 juin 1996 (22 ans)     | 0               | 0               | 0               | 0               | 0               |
|                    | Saeed Murjan        | Al-Weehdat Club        | 10 février 1990 (28 ans)  | 0               | 0               | 0               | 0               | 0               |
|                    | Yazan Thalji        | Al-Weehdat Club        | 3 septembre 1994 (24 ans) | 0               | 0               | 0               | 0               | 0               |
|                    | Yaseen Al-Bakhit    | Dibba Al-Fujairah Club | 24 mars 1989 (29 ans)     | 0               | 0               | 0               | 0               | 0               |
|                    | Musa Al-Taamari     | APOEL Nicosie          | 10 juin 1997 (21 ans)     | 0               | 0               | 0               | 0               | 0               |
| Attaquants         |                     |                        |                           |                 |                 |                 |                 |                 |
|                    | Odai Khadr          | Dhofar Club            | 20 mars 1991 (27 ans)     | 0               | 0               | 0               | 0               | 0               |
|                    | Baha' Faisal        | Al-Weehdat Club        | 30 mai 1995 (23 ans)      | 0               | 0               | 0               | 0               | 0               |
| Sélectionneur      |                     |                        |                           |                 |                 |                 |                 |                 |
|                    | Vital Borkelmans    |                        | 10 juin 1963 (55 ans)     |                 |                 |                 |                 |                 |

### Groupe C

#### Corée du Sud
| Nom                | Nom             | Équipe actuelle         | Date de naissance et âge*  | J.              | Buts            |                 |                 |                 |
| Gardiens de but    | Gardiens de but | Gardiens de but         | Gardiens de but            | Gardiens de but | Gardiens de but | Gardiens de but | Gardiens de but | Gardiens de but |
| ------------------ | --------------- | ----------------------- | -------------------------- | --------------- | --------------- | --------------- | --------------- | --------------- |
|                    | Kim Seung-gyu   | Vissel Kobe             | 30 septembre 1990 (28 ans) | 0               | 0               | 0               | 0               | 0               |
|                    | Kim Jin-hyeon   | Cerezo Osaka            | 6 juillet 1987 (1 958 ans) | 0               | 0               | 0               | 0               | 0               |
|                    | Jo Hyeon-woo    | Daegu FC                | 25 septembre 1991 (27 ans) | 0               | 0               | 0               | 0               | 0               |
| Défenseurs         |                 |                         |                            |                 |                 |                 |                 |                 |
|                    | Kim Young-gwon  | Guangzhou Evergrande    | 27 février 1990 (28 ans)   | 0               | 0               | 0               | 0               | 0               |
|                    | Jung Seung-hyun | Kashima Antlers         | 3 avril 1994 (24 ans)      | 0               | 0               | 0               | 0               | 0               |
|                    | Kwon Kyung-won  | Tianjin Tianhai         | 31 janvier 1992 (26 ans)   | 0               | 0               | 0               | 0               | 0               |
|                    | Kim Min-jae     | Jeonbuk Hyundai Motors  | 15 novembre 1996 (22 ans)  | 0               | 0               | 0               | 0               | 0               |
|                    | Lee Yong        | Jeonbuk Hyundai Motors  | 24 décembre 1986 (32 ans)  | 0               | 0               | 0               | 0               | 0               |
|                    | Kim Moon-hwan   | Busan IPark             | 1er août 1995 (23 ans)     | 0               | 0               | 0               | 0               | 0               |
|                    | Hong Chul       | Suwon Samsung Bluewings | 17 septembre 1990 (28 ans) | 0               | 0               | 0               | 0               | 0               |
|                    | Kim Jin-su      | Jeonbuk Hyundai Motors  | 13 juin 1992 (26 ans)      | 0               | 0               | 0               | 0               | 0               |
| Milieux de terrain |                 |                         |                            |                 |                 |                 |                 |                 |
|                    | Ki Sung-yueng   | Newcastle United        | 24 janvier 1989 (29 ans)   | 0               | 0               | 0               | 0               | 0               |
|                    | Jung Woo-young  | Al-Sadd                 | 14 décembre 1989 (29 ans)  | 0               | 0               | 0               | 0               | 0               |
|                    | Koo Ja-cheol    | FC Augsbourg            | 27 février 1989 (29 ans)   | 0               | 0               | 0               | 0               | 0               |
|                    | Hwang In-beom   | Daejeon Citizen         | 20 septembre 1996 (22 ans) | 0               | 0               | 0               | 0               | 0               |
|                    | Ju Se-jong      | Asan Mugunghwa          | 30 octobre 1990 (28 ans)   | 0               | 0               | 0               | 0               | 0               |
|                    | Lee Jae-sung    | Kieler SV Holstein      | 10 août 1992 (26 ans)      | 0               | 0               | 0               | 0               | 0               |
|                    | Hwang Hee-chan  | Hambourg SV             | 26 janvier 1996 (22 ans)   | 0               | 0               | 0               | 0               | 0               |
|                    | Lee Seung-woo   | Hellas Verona           | 6 janvier 1998 (20 ans)    | 0               | 0               | 0               | 0               | 0               |
|                    | Lee Chung-yong  | VfL Bochum              | 2 juillet 1988 (30 ans)    | 0               | 0               | 0               | 0               | 0               |
|                    | Son Heung-min   | Tottenham Hotspur       | 8 juillet 1992 (26 ans)    | 0               | 0               | 0               | 0               | 0               |
| Attaquants         |                 |                         |                            |                 |                 |                 |                 |                 |
|                    | Hwang Ui-jo     | Gamba Osaka             | 28 août 1992 (26 ans)      | 0               | 0               | 0               | 0               | 0               |
|                    | Ji Dong-won     | FC Augsbourg            | 28 mai 1991 (27 ans)       | 0               | 0               | 0               | 0               | 0               |
| Sélectionneur      |                 |                         |                            |                 |                 |                 |                 |                 |
|                    | Paulo Bento     |                         | 20 juin 1969 (49 ans)      |                 |                 |                 |                 |                 |

#### Chine
| Nom                | Nom             | Équipe actuelle             | Date de naissance et âge* | J.              | Buts            |                 |                 |                 |
| Gardiens de but    | Gardiens de but | Gardiens de but             | Gardiens de but           | Gardiens de but | Gardiens de but | Gardiens de but | Gardiens de but | Gardiens de but |
| ------------------ | --------------- | --------------------------- | ------------------------- | --------------- | --------------- | --------------- | --------------- | --------------- |
|                    | Wang Dalei      | Shandong Luneng Taishan     | 10 janvier 1989 (29 ans)  | 0               | 0               | 0               | 0               | 0               |
|                    | Yan Junling     | Shanghai SIPG               | 28 janvier 1991 (27 ans)  | 0               | 0               | 0               | 0               | 0               |
|                    | Zhang Lu        | Tianjin Quanjian            | 6 septembre 1987 (21 ans) | 0               | 0               | 0               | 0               | 0               |
| Défenseurs         |                 |                             |                           |                 |                 |                 |                 |                 |
|                    | Feng Xiaoting   | Guangzhou Evergrande Taobao | 22 octobre 1985 (33 ans)  | 0               | 0               | 0               | 0               | 0               |
|                    | Zhang Linpeng   | Guangzhou Evergrande Taobao | 9 mai 1989 (29 ans)       | 0               | 0               | 0               | 0               | 0               |
|                    | Zhang Chengdong | Hebei China Fortune         | 9 février 1989 (29 ans)   | 0               | 0               | 0               | 0               | 0               |
|                    | Yu Yang         | Beijing Sinobo Guoan        | 6 août 1989 (29 ans)      | 0               | 0               | 0               | 0               | 0               |
|                    | Liu Yiming      | Tianjin Quanjian            | 28 février 1995 (23 ans)  | 0               | 0               | 0               | 0               | 0               |
|                    | Shi Ke          | Shanghai SIPG               | 8 janvier 1993 (25 ans)   | 0               | 0               | 0               | 0               | 0               |
|                    | Liu Yang        | Shandong Luneng Taishan     | 17 juin 1995 (23 ans)     | 0               | 0               | 0               | 0               | 0               |
| Milieux de terrain |                 |                             |                           |                 |                 |                 |                 |                 |
|                    | Zheng Zhi       | Guangzhou Evergrande Taobao | 20 août 1980 (38 ans)     | 0               | 0               | 0               | 0               | 0               |
|                    | Zhao Xuri       | Tianjin Quanjian            | 3 décembre 1985 (33 ans)  | 0               | 0               | 0               | 0               | 0               |
|                    | Hao Junmin      | Shandong Luneng Taishan     | 24 mars 1987 (31 ans)     | 0               | 0               | 0               | 0               | 0               |
|                    | Yu Hanchao      | Guangzhou Evergrande Taobao | 25 février 1987 (31 ans)  | 0               | 0               | 0               | 0               | 0               |
|                    | Wu Xi           | Jiangsu Suning              | 19 février 1989 (29 ans)  | 0               | 0               | 0               | 0               | 0               |
|                    | Chi Zhongguo    | Beijing Sinobo Guoan        | 26 octobre 1989 (29 ans)  | 0               | 0               | 0               | 0               | 0               |
|                    | Jin Jingdao     | Shandong Luneng Taishan     | 18 janvier 1992 (26 ans)  | 0               | 0               | 0               | 0               | 0               |
|                    | Piao Cheng      | Beijing Sinobo Guoan        | 21 août 1989 (29 ans)     | 0               | 0               | 0               | 0               | 0               |
| Attaquants         |                 |                             |                           |                 |                 |                 |                 |                 |
|                    | Gao Lin         | Guangzhou Evergrande Taobao | 14 février 1986 (32 ans)  | 0               | 0               | 0               | 0               | 0               |
|                    | Wu Lei          | Shanghai SIPG               | 19 novembre 1991 (27 ans) | 0               | 0               | 0               | 0               | 0               |
|                    | Yu Dabao        | Beijing Sinobo Guoan        | 17 avril 1988 (30 ans)    | 0               | 0               | 0               | 0               | 0               |
|                    | Xiao Zhi        | Guangzhou R&F               | 28 mai 1985 (33 ans)      | 0               | 0               | 0               | 0               | 0               |
|                    | Wei Shihao      | Beijing Sinobo Guoan        | 8 avril 1989 (23 ans)     | 0               | 0               | 0               | 0               | 0               |
| Sélectionneur      |                 |                             |                           |                 |                 |                 |                 |                 |
|                    | Marcello Lippi  |                             | 12 avril 1948 (70 ans)    |                 |                 |                 |                 |                 |

#### Kirghizistan
| Nom                | Nom                    | Équipe actuelle      | Date de naissance et âge*  | J.              | Buts            |                 |                 |                 |
| Gardiens de but    | Gardiens de but        | Gardiens de but      | Gardiens de but            | Gardiens de but | Gardiens de but | Gardiens de but | Gardiens de but | Gardiens de but |
| ------------------ | ---------------------- | -------------------- | -------------------------- | --------------- | --------------- | --------------- | --------------- | --------------- |
|                    | Pavel Matyach          | Sans club            | 11 juillet 1987 (31 ans)   | 0               | 0               | 0               | 0               | 0               |
|                    | Koutman Kadyrbekov     | Dordoï Bichkek       | 13 juin 1997 (21 ans)      | 0               | 0               | 0               | 0               | 0               |
|                    | Valery Kachouba        | Dordoï Bichkek       | 14 septembre 1984 (34 ans) | 0               | 0               | 0               | 0               | 0               |
| Défenseurs         |                        |                      |                            |                 |                 |                 |                 |                 |
|                    | Valeri Kitchine        | Ienisseï Krasnoïarsk | 12 octobre 1992 (26 ans)   | 0               | 0               | 0               | 0               | 0               |
|                    | Tamirlan Kozoubaïev    | Dordoï Bichkek       | 1er juillet 1994 (24 ans)  | 0               | 0               | 0               | 0               | 0               |
|                    | Moustafa Ioussoupov    | Dordoï Bichkek       | 1er juillet 1995 (23 ans)  | 0               | 0               | 0               | 0               | 0               |
|                    | Aïzar Akmatov          | Alga Bichkek         | 24 août 1998 (20 ans)      | 0               | 0               | 0               | 0               | 0               |
|                    | Daniel Tagoe           | Abahani Limited      | 3 mars 1986 (32 ans)       | 0               | 0               | 0               | 0               | 0               |
| Milieux de terrain |                        |                      |                            |                 |                 |                 |                 |                 |
|                    | Pavel Sidorenko        | Dordoï Bichkek       | 26 mars 1987 (31 ans)      | 0               | 0               | 0               | 0               | 0               |
|                    | Toursounali Roustamov  | Alga Bichkek         | 31 janvier 1990 (28 ans)   | 0               | 0               | 0               | 0               | 0               |
|                    | Aziz Sydykov           | Dordoï Bichkek       | 23 juin 1992 (26 ans)      | 0               | 0               | 0               | 0               | 0               |
|                    | Edgar Bernhardt        | GKS Tychy            | 30 mars 1986 (32 ans)      | 0               | 0               | 0               | 0               | 0               |
|                    | Bekjan Saguynbaïev     | Dordoï Bichkek       | 11 septembre 1994 (24 ans) | 0               | 0               | 0               | 0               | 0               |
|                    | Odilyon Abdourakhmanov | FC Alay Och          | 18 mars 1996 (22 ans)      | 0               | 0               | 0               | 0               | 0               |
|                    | Mourolimjon Akhmedov   | Dordoï Bichkek       | 5 janvier 1992 (27 ans)    | 0               | 0               | 0               | 0               | 0               |
|                    | Kaïrat Jyrgalbek Oulou | Dordoï Bichkek       | 13 juin 1993 (25 ans)      | 0               | 0               | 0               | 0               | 0               |
|                    | Bakhtiyar Douychobekov | Bashundhara Kings    | 3 juin 1995 (23 ans)       | 0               | 0               | 0               | 0               | 0               |
|                    | Farhat Moussabekov     | Dordoï Bichkek       | 3 janvier 1994 (25 ans)    | 0               | 0               | 0               | 0               | 0               |
|                    | Anton Zemlianoukhine   | Ilbirs Bichkek       | 11 décembre 1990 (28 ans)  | 0               | 0               | 0               | 0               | 0               |
|                    | Akhletdin Israïlov     | Sans club            | 16 septembre 1994 (24 ans) | 0               | 0               | 0               | 0               | 0               |
| Attaquants         |                        |                      |                            |                 |                 |                 |                 |                 |
|                    | Mirlan Mourzaïev       | Somaspor Külübü      | 29 mars 1990 (28 ans)      | 0               | 0               | 0               | 0               | 0               |
|                    | Ernist Batyrkanov      | Dordoï Bichkek       | 21 février 1998 (20 ans)   | 0               | 0               | 0               | 0               | 0               |
|                    | Vitaliy Lux            | SSV Ulm              | 27 février 1989 (29 ans)   | 0               | 0               | 0               | 0               | 0               |
| Sélectionneur      |                        |                      |                            |                 |                 |                 |                 |                 |
|                    | Aleksandr Krestinine   |                      | 19 septembre 1978 (40 ans) |                 |                 |                 |                 |                 |

#### Philippines
| Nom                | Nom                  | Équipe actuelle       | Date de naissance et âge*  | J.              | Buts            |                 |                 |                 |
| Gardiens de but    | Gardiens de but      | Gardiens de but       | Gardiens de but            | Gardiens de but | Gardiens de but | Gardiens de but | Gardiens de but | Gardiens de but |
| ------------------ | -------------------- | --------------------- | -------------------------- | --------------- | --------------- | --------------- | --------------- | --------------- |
|                    | Nathanael Villanueva | Kaya FC               | 25 octobre 1995 (23 ans)   | 0               | 0               | 0               | 0               | 0               |
|                    | Michael Falkesgaard  | Bangkok United        | 9 avril 1991 (27 ans)      | 0               | 0               | 0               | 0               | 0               |
|                    | Kevin Ray Mendoza    | AC Horsens            | 29 septembre 1994 (24 ans) | 0               | 0               | 0               | 0               | 0               |
| Défenseurs         |                      |                       |                            |                 |                 |                 |                 |                 |
|                    | Álvaro Silva         | Kedah FA              | 30 mars 1984 (34 ans)      | 0               | 0               | 0               | 0               | 0               |
|                    | Carli de Murga       | Ceres-Negros          | 30 novembre 1988 (30 ans)  | 0               | 0               | 0               | 0               | 0               |
|                    | Daisuke Sato         | Sepsi Sfântu Gheorghe | 20 septembre 1994 (24 ans) | 0               | 0               | 0               | 0               | 0               |
|                    | Stephan Palla        | Buriram United        | 15 mai 1989 (29 ans)       | 0               | 0               | 0               | 0               | 0               |
| Milieux de terrain |                      |                       |                            |                 |                 |                 |                 |                 |
|                    | John-Patrick Strauß  | Erzgebirge Aue        | 28 janvier 1996 (22 ans)   | 0               | 0               | 0               | 0               | 0               |
|                    | Luke Woodland        | Suphanburi FC         | 21 juillet 1995 (23 ans)   | 0               | 0               | 0               | 0               | 0               |
|                    | Iain Ramsay          | Sukhothai             | 27 février 1988 (30 ans)   | 0               | 0               | 0               | 0               | 0               |
|                    | Manuel Ott           | Ceres-Negros          | 6 mai 1992 (26 ans)        | 0               | 0               | 0               | 0               | 0               |
|                    | Adam Reed            | Davao Aguilas         | 8 mai 1991 (27 ans)        | 0               | 0               | 0               | 0               | 0               |
|                    | Kevin Ingreso        | Ceres-Negros          | 10 février 1993 (25 ans)   | 0               | 0               | 0               | 0               | 0               |
|                    | Stephan Schröck      | Ceres-Negros          | 21 août 1986 (32 ans)      | 0               | 0               | 0               | 0               | 0               |
|                    | Miguel Tanton        | Ceres-Negros          | 5 juillet 1989 (29 ans)    | 0               | 0               | 0               | 0               | 0               |
|                    | Paul Mulders         | Ceres-Negros          | 16 janvier 1981 (37 ans)   | 0               | 0               | 0               | 0               | 0               |
|                    | James Younghusband   | Davao Aguilas         | 4 septembre 1986 (32 ans)  | 0               | 0               | 0               | 0               | 0               |
| Attaquants         |                      |                       |                            |                 |                 |                 |                 |                 |
|                    | Mike Ott             | Ceres-Negros          | 2 mars 1995 (23 ans)       | 0               | 0               | 0               | 0               | 0               |
|                    | Jovin Bedic          | Kaya FC               | 8 juin 1990 (28 ans)       | 0               | 0               | 0               | 0               | 0               |
|                    | Phil Younghusband    | Davao Aguilas         | 4 août 1987 (31 ans)       | 0               | 0               | 0               | 0               | 0               |
|                    | Patrick Reichelt     | Ceres-Negros          | 5 juin 1988 (30 ans)       | 0               | 0               | 0               | 0               | 0               |
|                    | Curt Dizon           | Ceres-Negros          | 4 février 1994 (24 ans)    | 0               | 0               | 0               | 0               | 0               |
|                    | Javier Patiño        | Buriram United        | 14 février 1988 (30 ans)   | 0               | 0               | 0               | 0               | 0               |
| Sélectionneur      |                      |                       |                            |                 |                 |                 |                 |                 |
|                    | Sven-Göran Eriksson  |                       | 5 février 1948 (70 ans)    |                 |                 |                 |                 |                 |

### Groupe D

#### Iran
| Nom                | Nom                    | Équipe actuelle        | Date de naissance et âge*  | J.              | Buts            |                 |                 |                 |
| Gardiens de but    | Gardiens de but        | Gardiens de but        | Gardiens de but            | Gardiens de but | Gardiens de but | Gardiens de but | Gardiens de but | Gardiens de but |
| ------------------ | ---------------------- | ---------------------- | -------------------------- | --------------- | --------------- | --------------- | --------------- | --------------- |
|                    | Alireza Beiranvand     | Persépolis Téhéran     | 21 septembre 1992 (26 ans) | 0               | 0               | 0               | 0               | 0               |
|                    | Amir Abedzadeh         | CS Marítimo            | 26 avril 1993 (25 ans)     | 0               | 0               | 0               | 0               | 0               |
|                    | Payam Niazmand         | Sepahan Ispahan        | 6 avril 1995 (23 ans)      | 0               | 0               | 0               | 0               | 0               |
| Défenseurs         |                        |                        |                            |                 |                 |                 |                 |                 |
|                    | Ehsan Hajsafi          | Tractor Sazi           | 25 février 1990 (28 ans)   | 0               | 0               | 0               | 0               | 0               |
|                    | Pejman Montazeri       | Esteghlal Téhéran      | 6 septembre 1983 (35 ans)  | 0               | 0               | 0               | 0               | 0               |
|                    | Ramin Rezaeian         | Al-Shahania SC         | 21 mars 1990 (28 ans)      | 0               | 0               | 0               | 0               | 0               |
|                    | Morteza Pouraliganji   | KAS Eupen              | 19 avril 1992 (26 ans)     | 0               | 0               | 0               | 0               | 0               |
|                    | Milad Mohammadi        | Akhmat Grozny          | 29 septembre 1993 (25 ans) | 0               | 0               | 0               | 0               | 0               |
|                    | Voria Ghafouri         | Esteghlal Téhéran      | 20 septembre 1987 (31 ans) | 0               | 0               | 0               | 0               | 0               |
|                    | Rouzbeh Cheshmi        | Esteghlal Téhéran      | 24 juillet 1993 (25 ans)   | 0               | 0               | 0               | 0               | 0               |
|                    | Majid Hosseini         | Trabzonspor            | 20 juin 1996 (22 ans)      | 0               | 0               | 0               | 0               | 0               |
|                    | Hossein Kanaanizadegan | Machine Sazi           | 23 mars 1994 (24 ans)      | 0               | 0               | 0               | 0               | 0               |
| Milieux de terrain |                        |                        |                            |                 |                 |                 |                 |                 |
|                    | Masoud Shojaei         | Tractor Sazi           | 9 juin 1984 (34 ans)       | 0               | 0               | 0               | 0               | 0               |
|                    | Ashkan Dejagah         | Tractor Sazi           | 5 juillet 1986 (32 ans)    | 0               | 0               | 0               | 0               | 0               |
|                    | Alireza Jahanbakhsh    | Brighton & Hove Albion | 11 août 1993 (25 ans)      | 0               | 0               | 0               | 0               | 0               |
|                    | Vahid Amiri            | Trabzonspor            | 2 avril 1988 (30 ans)      | 0               | 0               | 0               | 0               | 0               |
|                    | Omid Ebrahimi          | Al Ahli SC             | 16 septembre 1987 (31 ans) | 0               | 0               | 0               | 0               | 0               |
|                    | Mehdi Torabi           | Persépolis Téhéran     | 10 septembre 1994 (24 ans) | 0               | 0               | 0               | 0               | 0               |
|                    | Saman Ghoddos          | Amiens SC              | 6 septembre 1993 (25 ans)  | 0               | 0               | 0               | 0               | 0               |
|                    | Ahmad Nourollahi       | Persépolis Téhéran     | 2 janvier 1993 (26 ans)    | 0               | 0               | 0               | 0               | 0               |
| Attaquants         |                        |                        |                            |                 |                 |                 |                 |                 |
|                    | Karim Ansarifard       | Nottingham Forest      | 3 avril 1990 (28 ans)      | 0               | 0               | 0               | 0               | 0               |
|                    | Sardar Azmoun          | Rubin Kazan            | 1er janvier 1995 (24 ans)  | 0               | 0               | 0               | 0               | 0               |
|                    | Mehdi Taremi           | Al-Gharafa             | 18 juillet 1992 (26 ans)   | 0               | 0               | 0               | 0               | 0               |
| Sélectionneur      |                        |                        |                            |                 |                 |                 |                 |                 |
|                    | Carlos Queiroz         |                        | 1er mars 1953 (65 ans)     |                 |                 |                 |                 |                 |

#### Irak
| Nom                | Nom               | Équipe actuelle    | Date de naissance et âge*  | J.              | Buts            |                 |                 |                 |
| Gardiens de but    | Gardiens de but   | Gardiens de but    | Gardiens de but            | Gardiens de but | Gardiens de but | Gardiens de but | Gardiens de but | Gardiens de but |
| ------------------ | ----------------- | ------------------ | -------------------------- | --------------- | --------------- | --------------- | --------------- | --------------- |
|                    | Jalal Hassan      | Al-Zawra'a         | 18 mai 1991 (27 ans)       | 0               | 0               | 0               | 0               | 0               |
|                    | Mohammed Gassid   | Al-Qowa Al-Jawiya  | 10 décembre 1986 (32 ans)  | 0               | 0               | 0               | 0               | 0               |
|                    | Mohammed Hameed   | Al-Shorta          | 24 janvier 1993 (25 ans)   | 0               | 0               | 0               | 0               | 0               |
| Défenseurs         |                   |                    |                            |                 |                 |                 |                 |                 |
|                    | Ahmad Ibrahim     | Al-Arabi           | 25 février 1992 (26 ans)   | 0               | 0               | 0               | 0               | 0               |
|                    | Frans Dhia Putros | Hobro IK           | 14 juillet 1993 (25 ans)   | 0               | 0               | 0               | 0               | 0               |
|                    | Saad Natiq        | Al-Qowa Al-Jawiya  | 19 mars 1994 (24 ans)      | 0               | 0               | 0               | 0               | 0               |
|                    | Ali Faez          | Al Kharitiyath     | 9 septembre 1994 (24 ans)  | 0               | 0               | 0               | 0               | 0               |
|                    | Ali Adnan         | Atalanta Bergame   | 19 septembre 1993 (25 ans) | 0               | 0               | 0               | 0               | 0               |
|                    | Alaa Ali Mhawi    | Al-Shorta          | 3 juin 1996 (22 ans)       | 0               | 0               | 0               | 0               | 0               |
|                    | Rebin Sulaka      | Al-Khor            | 12 avril 1992 (26 ans)     | 0               | 0               | 0               | 0               | 0               |
|                    | Waleed Salim      | Al-Shorta          | 5 janvier 1992 (27 ans)    | 0               | 0               | 0               | 0               | 0               |
| Milieux de terrain |                   |                    |                            |                 |                 |                 |                 |                 |
|                    | Safaa Hadi        | Al-Zawra'a         | 14 octobre 1998 (20 ans)   | 0               | 0               | 0               | 0               | 0               |
|                    | Osama Rashid      | Santa Clara        | 17 janvier 1992 (26 ans)   | 0               | 0               | 0               | 0               | 0               |
|                    | Ahmed Yasin       | Al-Khor            | 22 avril 1991 (27 ans)     | 0               | 0               | 0               | 0               | 0               |
|                    | Humam Tariq       | Esteghlal Téhéran  | 10 février 1996 (22 ans)   | 0               | 0               | 0               | 0               | 0               |
|                    | Bashar Resan      | Persépolis Téhéran | 22 décembre 1996 (22 ans)  | 0               | 0               | 0               | 0               | 0               |
|                    | Amjad Attwan      | Al-Shorta          | 12 mars 1997 (21 ans)      | 0               | 0               | 0               | 0               | 0               |
|                    | Ali Husni         | Al-Qowa Al-Jawiya  | 23 mai 1994 (24 ans)       | 0               | 0               | 0               | 0               | 0               |
|                    | Hussein Ali       | Qatar SC           | 29 novembre 1996 (22 ans)  | 0               | 0               | 0               | 0               | 0               |
| Attaquants         |                   |                    |                            |                 |                 |                 |                 |                 |
|                    | Mohanad Ali       | Al-Shorta          | 20 juin 2000 (18 ans)      | 0               | 0               | 0               | 0               | 0               |
|                    | Aymen Hussein     | CS Sfaxien         | 22 mars 1996 (22 ans)      | 0               | 0               | 0               | 0               | 0               |
|                    | Alaa Abbas        | Al-Zawra'a         | 27 juillet 1997 (21 ans)   | 0               | 0               | 0               | 0               | 0               |
|                    | Mohammed Dawood   | Al Nafat Bagdad    | 22 novembre 2000 (18 ans)  | 0               | 0               | 0               | 0               | 0               |
| Sélectionneur      |                   |                    |                            |                 |                 |                 |                 |                 |
|                    | Srečko Katanec    |                    | 16 juillet 1963 (55 ans)   |                 |                 |                 |                 |                 |

#### Viêt Nam
| Nom                | Nom                   | Équipe actuelle     | Date de naissance et âge*  | J.              | Buts            |                 |                 |                 |
| Gardiens de but    | Gardiens de but       | Gardiens de but     | Gardiens de but            | Gardiens de but | Gardiens de but | Gardiens de but | Gardiens de but | Gardiens de but |
| ------------------ | --------------------- | ------------------- | -------------------------- | --------------- | --------------- | --------------- | --------------- | --------------- |
|                    | Bùi Tiến Dũng         | Thanh Hóa           | 28 février 1997 (21 ans)   | 0               | 0               | 0               | 0               | 0               |
|                    | Nguyễn Tuấn Mạnh      | Sanna Khánh Hòa BVN | 21 juillet 1990 (28 ans)   | 0               | 0               | 0               | 0               | 0               |
|                    | Đặng Văn Lâm          | Hải Phòng           | 18 mai 1991 (27 ans)       | 0               | 0               | 0               | 0               | 0               |
| Défenseurs         |                       |                     |                            |                 |                 |                 |                 |                 |
|                    | Đỗ Duy Mạnh           | T&T Hanoi           | 29 septembre 1996 (22 ans) | 0               | 0               | 0               | 0               | 0               |
|                    | Quế Ngọc Hải          | Sông Lam Nghệ An    | 15 mai 1993 (25 ans)       | 0               | 0               | 0               | 0               | 0               |
|                    | Bùi Tiến Dũng         | Thể Công            | 2 octobre 1995 (23 ans)    | 0               | 0               | 0               | 0               | 0               |
|                    | Đoàn Văn Hậu          | T&T Hanoi           | 19 avril 1999 (19 ans)     | 0               | 0               | 0               | 0               | 0               |
|                    | Nguyễn Phong Hồng Duy | Hoàng Anh Gia Lai   | 13 juin 1996 (22 ans)      | 0               | 0               | 0               | 0               | 0               |
|                    | Hồ Tấn Tài            | Becamex Bình Dương  | 6 novembre 1997 (21 ans)   | 0               | 0               | 0               | 0               | 0               |
|                    | Nguyễn Thành Chung    | T&T Hanoi           | 8 septembre 1997 (21 ans)  | 0               | 0               | 0               | 0               | 0               |
| Milieux de terrain |                       |                     |                            |                 |                 |                 |                 |                 |
|                    | Lương Xuân Trường     | Hoàng Anh Gia Lai   | 28 avril 1995 (23 ans)     | 0               | 0               | 0               | 0               | 0               |
|                    | Nguyễn Huy Hùng       | Quảng Nam           | 2 mars 1992 (26 ans)       | 0               | 0               | 0               | 0               | 0               |
|                    | Nguyễn Trọng Hoàng    | Thanh Hóa           | 14 avril 1989 (29 ans)     | 0               | 0               | 0               | 0               | 0               |
|                    | Trần Minh Vương       | Hoàng Anh Gia Lai   | 28 mars 1995 (23 ans)      | 0               | 0               | 0               | 0               | 0               |
|                    | Phạm Đức Huy          | T&T Hanoi           | 20 janvier 1995 (23 ans)   | 0               | 0               | 0               | 0               | 0               |
|                    | Đỗ Hùng Dũng          | T&T Hanoi           | 8 septembre 1993 (25 ans)  | 0               | 0               | 0               | 0               | 0               |
|                    | Nguyễn Quang Hải      | T&T Hanoi           | 12 avril 1997 (21 ans)     | 0               | 0               | 0               | 0               | 0               |
| Attaquants         |                       |                     |                            |                 |                 |                 |                 |                 |
|                    | Nguyễn Văn Toàn       | Hoàng Anh Gia Lai   | 12 avril 1996 (22 ans)     | 0               | 0               | 0               | 0               | 0               |
|                    | Nguyễn Công Phượng    | Hoàng Anh Gia Lai   | 21 janvier 1995 (23 ans)   | 0               | 0               | 0               | 0               | 0               |
|                    | Ngân Văn Đại          | T&T Hanoi           | 9 février 1992 (26 ans)    | 0               | 0               | 0               | 0               | 0               |
|                    | Hà Đức Chinh          | Đà Nẵng             | 22 septembre 1997 (21 ans) | 0               | 0               | 0               | 0               | 0               |
|                    | Phan Văn Đức          | Sông Lam Nghệ An    | 11 avril 1996 (22 ans)     | 0               | 0               | 0               | 0               | 0               |
|                    | Nguyễn Tiến Linh      | Becamex Bình Dương  | 20 octobre 1997 (21 ans)   | 0               | 0               | 0               | 0               | 0               |
| Sélectionneur      |                       |                     |                            |                 |                 |                 |                 |                 |
|                    | Park Hang-seo         |                     | 4 janvier 1959 (60 ans)    |                 |                 |                 |                 |                 |

#### Yémen
| Nom                | Nom                    | Équipe actuelle | Date de naissance et âge* | J.              | Buts            |                 |                 |                 |
| Gardiens de but    | Gardiens de but        | Gardiens de but | Gardiens de but           | Gardiens de but | Gardiens de but | Gardiens de but | Gardiens de but | Gardiens de but |
| ------------------ | ---------------------- | --------------- | ------------------------- | --------------- | --------------- | --------------- | --------------- | --------------- |
|                    | Mohammed Ayash         | Arbil           | 6 mars 1986 (32 ans)      | 0               | 0               | 0               | 0               | 0               |
|                    | Salem Al-Harsh         | Al-Wehda SC     | 7 octobre 1998 (20 ans)   | 0               | 0               | 0               | 0               | 0               |
|                    | Saoud Al-Sowadi        | Al Saqr Ta'izz  | 10 avril 1988 (30 ans)    | 0               | 0               | 0               | 0               | 0               |
| Défenseurs         |                        |                 |                           |                 |                 |                 |                 |                 |
|                    | Rami Ali Al-Wasmani    | Al Ahli Sanaa   | 1er février 1997 (21 ans) | 0               | 0               | 0               | 0               | 0               |
|                    | Mohammed Fuaad Omar    | Muaither        | 13 mars 1989 (29 ans)     | 0               | 0               | 0               | 0               | 0               |
|                    | Mudir Al-Radaei        | Al-Arabi        | 1er janvier 1993 (26 ans) | 0               | 0               | 0               | 0               | 0               |
|                    | Abdulaziz Al-Gumaei    | Al-Mesaimeer    | 8 janvier 1990 (28 ans)   | 0               | 0               | 0               | 0               | 0               |
|                    | Ala Addin Mahdi        | Al-Rustaq       | 1er janvier 1996 (23 ans) | 0               | 0               | 0               | 0               | 0               |
|                    | Ammar Hamsan           | Qatar SC        | 5 novembre 1994 (24 ans)  | 0               | 0               | 0               | 0               | 0               |
|                    | Mohammed Boqshan       | Al-Khor         | 10 mars 1994 (24 ans)     | 0               | 0               | 0               | 0               | 0               |
| Milieux de terrain |                        |                 |                           |                 |                 |                 |                 |                 |
|                    | Ahmed Saeed Abdulrab   | Al-Wehda SC     | 27 avril 1994 (24 ans)    | 0               | 0               | 0               | 0               | 0               |
|                    | Wahid Al Khyat         | Al Ahli Sanaa   | 1er janvier 1986 (33 ans) | 0               | 0               | 0               | 0               | 0               |
|                    | Ala Al-Sasi            | Al-Sailiya      | 2 juillet 1987 (21 ans)   | 0               | 0               | 0               | 0               | 0               |
|                    | Hussein Ahmed Al-Ghazi | Al-Wakrah       | 7 mai 1990 (28 ans)       | 0               | 0               | 0               | 0               | 0               |
| Attaquants         |                        |                 |                           |                 |                 |                 |                 |                 |
|                    | Ahmed Al-Sarori        | Al-Markhiya     | 9 août 1998 (20 ans)      | 0               | 0               | 0               | 0               | 0               |
|                    | Ahmed Nabil Dhabaan    | Dibba Club      | 9 juillet 1994 (24 ans)   | 0               | 0               | 0               | 0               | 0               |
|                    | Abdulwasea Al-Matari   | Dibba Al-Hisn   | 4 juillet 1994 (24 ans)   | 0               | 0               | 0               | 0               | 0               |
|                    | Mohammed Al-Huthaifi   | Al Kharitiyath  | 1er février 2000 (18 ans) | 0               | 0               | 0               | 0               | 0               |
|                    | Ali Hafeedh            | Al-Wehda SC     | 21 février 1997 (21 ans)  | 0               | 0               | 0               | 0               | 0               |
|                    | Salem Al-Omaze         | Al-Tilal        | 1er janvier 1992 (27 ans) | 0               | 0               | 0               | 0               | 0               |
|                    | Ahmed Abdullah Alos    | Al-Wehda SC     | 3 avril 1994 (24 ans)     | 0               | 0               | 0               | 0               | 0               |
|                    | Emad Mansoor Tawfik    | Bidiyah Club    | 15 avril 1992 (26 ans)    | 0               | 0               | 0               | 0               | 0               |
|                    | Mohammed Ba Rowis      | Al-Wehda SC     | 4 décembre 1988 (30 ans)  | 0               | 0               | 0               | 0               | 0               |
| Sélectionneur      |                        |                 |                           |                 |                 |                 |                 |                 |
|                    | Ján Kocian             |                 | 13 mars 1958 (60 ans)     |                 |                 |                 |                 |                 |

### Groupe E

#### Arabie saoudite
| Nom                | Nom                  | Équipe actuelle | Date de naissance et âge*  | J.              | Buts            |                 |                 |                 |
| Gardiens de but    | Gardiens de but      | Gardiens de but | Gardiens de but            | Gardiens de but | Gardiens de but | Gardiens de but | Gardiens de but | Gardiens de but |
| ------------------ | -------------------- | --------------- | -------------------------- | --------------- | --------------- | --------------- | --------------- | --------------- |
|                    | Mohammed Al-Owais    | Al-Ahli SC      | 10 octobre 1991 (27 ans)   | 0               | 0               | 0               | 0               | 0               |
|                    | Waleed Abdullah      | Al-Nasr Riyad   | 19 avril 1986 (32 ans)     | 0               | 0               | 0               | 0               | 0               |
|                    | Mohammed Al-Yami     | Al-Batin        | 14 août 1997 (21 ans)      | 0               | 0               | 0               | 0               | 0               |
| Défenseurs         |                      |                 |                            |                 |                 |                 |                 |                 |
|                    | Mohammed Al-Breik    | Al-Hilal        | 15 septembre 1992 (26 ans) | 0               | 0               | 0               | 0               | 0               |
|                    | Omar Hawsawi         | Al-Nasr Riyad   | 27 septembre 1985 (33 ans) | 0               | 0               | 0               | 0               | 0               |
|                    | Mohammed Al-Fatil    | Al-Ahli SC      | 4 janvier 1992 (27 ans)    | 0               | 0               | 0               | 0               | 0               |
|                    | Ali Al-Bulaihi       | Al-Hilal        | 21 novembre 1989 (29 ans)  | 0               | 0               | 0               | 0               | 0               |
|                    | Abdulelah Al-Amri    | Al-Wehda        | 15 janvier 1997 (21 ans)   | 0               | 0               | 0               | 0               | 0               |
|                    | Yasser al-Shahrani   | Al-Hilal        | 25 mai 1992 (26 ans)       | 0               | 0               | 0               | 0               | 0               |
|                    | Hamdan Al-Shamrani   | Al Faisaly      | 14 décembre 1996 (22 ans)  | 0               | 0               | 0               | 0               | 0               |
| Milieux de terrain |                      |                 |                            |                 |                 |                 |                 |                 |
|                    | Salman Al-Faraj      | Al-Hilal        | 1er août 1989 (29 ans)     | 0               | 0               | 0               | 0               | 0               |
|                    | Abdullah Otayf       | Al-Hilal        | 3 août 1992 (26 ans)       | 0               | 0               | 0               | 0               | 0               |
|                    | Housain Al-Mogahwi   | Al-Ahli SC      | 24 mars 1988 (30 ans)      | 0               | 0               | 0               | 0               | 0               |
|                    | Ibrahim Ghaleb       | Al-Nasr Riyad   | 28 septembre 1990 (28 ans) | 0               | 0               | 0               | 0               | 0               |
|                    | Abdullah Al-Khaibari | Al-Shabab Riyad | 16 août 1996 (22 ans)      | 0               | 0               | 0               | 0               | 0               |
|                    | Yahya al-Shehri      | Al-Nasr Riyad   | 26 juin 1990 (28 ans)      | 0               | 0               | 0               | 0               | 0               |
|                    | Abdulaziz Al-Bishi   | Al Faisaly      | 11 mars 1994 (24 ans)      | 0               | 0               | 0               | 0               | 0               |
|                    | Ayman Al-Khulaif     | Al-Ahli SC      | 22 mai 1997 (21 ans)       | 0               | 0               | 0               | 0               | 0               |
|                    | Abdulrahman Ghareeb  | Al-Ahli SC      | 31 mars 1997 (21 ans)      | 0               | 0               | 0               | 0               | 0               |
|                    | Salem al-Dossari     | Al-Hilal        | 19 août 1991 (27 ans)      | 0               | 0               | 0               | 0               | 0               |
|                    | Hattan Bahebri       | Al-Shabab Riyad | 16 juillet 1992 (26 ans)   | 0               | 0               | 0               | 0               | 0               |
| Attaquants         |                      |                 |                            |                 |                 |                 |                 |                 |
|                    | Fahad al-Muwallad    | Al-Ittihad      | 14 septembre 1994 (24 ans) | 0               | 0               | 0               | 0               | 0               |
|                    | Mohammed Al-Saiari   | Al-Hazm Rass    | 2 mai 1993 (25 ans)        | 0               | 0               | 0               | 0               | 0               |
| Sélectionneur      |                      |                 |                            |                 |                 |                 |                 |                 |
|                    | Juan Antonio Pizzi   |                 | 7 juin 1968 (50 ans)       |                 |                 |                 |                 |                 |

#### Qatar
| Nom                | Nom                  | Équipe actuelle | Date de naissance et âge*  | J.              | Buts            |                 |                 |                 |
| Gardiens de but    | Gardiens de but      | Gardiens de but | Gardiens de but            | Gardiens de but | Gardiens de but | Gardiens de but | Gardiens de but | Gardiens de but |
| ------------------ | -------------------- | --------------- | -------------------------- | --------------- | --------------- | --------------- | --------------- | --------------- |
|                    | Saad Al Sheeb        | Al Sadd         | 19 février 1990 (28 ans)   | 0               | 0               | 0               | 0               | 0               |
|                    | Yousef Hassan        | Al-Gharafa      | 24 mai 1996 (22 ans)       | 0               | 0               | 0               | 0               | 0               |
|                    | Mohammed Al-Bakri    | Al-Khor         | 28 mars 1997 (21 ans)      | 0               | 0               | 0               | 0               | 0               |
| Défenseurs         |                      |                 |                            |                 |                 |                 |                 |                 |
|                    | Ró-Ró                | Al Sadd         | 6 août 1990 (28 ans)       | 0               | 0               | 0               | 0               | 0               |
|                    | Abdelkarim Hassan    | Al Sadd         | 28 août 1993 (25 ans)      | 0               | 0               | 0               | 0               | 0               |
|                    | Tarek Salman         | Al Sadd         | 5 décembre 1997 (21 ans)   | 0               | 0               | 0               | 0               | 0               |
|                    | Hamid Ismail         | Al Sadd         | 12 septembre 1987 (31 ans) | 0               | 0               | 0               | 0               | 0               |
|                    | Tameem Al-Muhaza     | Al-Gharafa      | 21 juillet 1996 (22 ans)   | 0               | 0               | 0               | 0               | 0               |
|                    | Bassam Al-Rawi       | Al-Duhail       | 16 décembre 1997 (21 ans)  | 0               | 0               | 0               | 0               | 0               |
|                    | Boualem Khoukhi      | Al Sadd         | 7 septembre 1990 (28 ans)  | 0               | 0               | 0               | 0               | 0               |
|                    | Abdulkarim Al-Ali    | Al-Sailiya      | 25 mars 1991 (27 ans)      | 0               | 0               | 0               | 0               | 0               |
|                    | Ali Afif             | Al-Duhail       | 20 janvier 1988 (30 ans)   | 0               | 0               | 0               | 0               | 0               |
| Milieux de terrain |                      |                 |                            |                 |                 |                 |                 |                 |
|                    | Ahmed Fatehi         | Al-Arabi        | 25 janvier 1993 (25 ans)   | 0               | 0               | 0               | 0               | 0               |
|                    | Abdulaziz Hatem      | Al-Gharafa      | 28 octobre 1990 (28 ans)   | 0               | 0               | 0               | 0               | 0               |
|                    | Ahmed Moein          | Qatar SC        | 20 octobre 1995 (23 ans)   | 0               | 0               | 0               | 0               | 0               |
|                    | Karim Boudiaf        | Al-Duhail       | 16 septembre 1990 (28 ans) | 0               | 0               | 0               | 0               | 0               |
|                    | Salem Al-Hajri       | Al Sadd         | 10 avril 1996 (22 ans)     | 0               | 0               | 0               | 0               | 0               |
|                    | Abdelrahman Moustafa | Al Ahli         | 5 avril 1997 (21 ans)      | 0               | 0               | 0               | 0               | 0               |
|                    | Assim Madibo         | Al-Duhail       | 22 octobre 1996 (22 ans)   | 0               | 0               | 0               | 0               | 0               |
| Attaquants         |                      |                 |                            |                 |                 |                 |                 |                 |
|                    | Ahmed Alaaeldin      | Al-Gharafa      | 31 janvier 1993 (25 ans)   | 0               | 0               | 0               | 0               | 0               |
|                    | Hassan Al-Haydos     | Al Sadd         | 11 décembre 1990 (28 ans)  | 0               | 0               | 0               | 0               | 0               |
|                    | Akram Afif           | Al Sadd         | 18 novembre 1996 (22 ans)  | 0               | 0               | 0               | 0               | 0               |
|                    | Almoez Ali           | Al-Duhail       | 19 août 1996 (22 ans)      | 0               | 0               | 0               | 0               | 0               |
| Sélectionneur      |                      |                 |                            |                 |                 |                 |                 |                 |
|                    | Félix Sánchez Bas    |                 | 13 décembre 1975 (43 ans)  |                 |                 |                 |                 |                 |

#### Liban
| Nom                | Nom                | Équipe actuelle  | Date de naissance et âge*  | J.              | Buts            |                 |                 |                 |
| Gardiens de but    | Gardiens de but    | Gardiens de but  | Gardiens de but            | Gardiens de but | Gardiens de but | Gardiens de but | Gardiens de but | Gardiens de but |
| ------------------ | ------------------ | ---------------- | -------------------------- | --------------- | --------------- | --------------- | --------------- | --------------- |
|                    | Mehdi Khalil       | Al Ahed Beyrouth | 19 septembre 1991 (27 ans) | 0               | 0               | 0               | 0               | 0               |
|                    | Mostafa Matar      | Salam Zgharta    | 10 septembre 1995 (23 ans) | 0               | 0               | 0               | 0               | 0               |
|                    | Ahmad Taktouk      | Safa Beyrouth    | 29 septembre 1994 (24 ans) | 0               | 0               | 0               | 0               | 0               |
| Défenseurs         |                    |                  |                            |                 |                 |                 |                 |                 |
|                    | Moataz Al Jounaidi | Al-Ansar Club    | 20 janvier 1986 (32 ans)   | 0               | 0               | 0               | 0               | 0               |
|                    | Shibriko           | Al-Ansar Club    | 16 septembre 1991 (27 ans) | 0               | 0               | 0               | 0               | 0               |
|                    | Walid Ismail       | Salam Zgharta    | 11 novembre 1984 (34 ans)  | 0               | 0               | 0               | 0               | 0               |
|                    | Ali Hamam          | Nejmeh SC        | 25 août 1986 (32 ans)      | 0               | 0               | 0               | 0               | 0               |
|                    | Joan Oumari        | Al Nasr Dubaï    | 19 août 1988 (30 ans)      | 0               | 0               | 0               | 0               | 0               |
|                    | Mohamed Zein Tahan | Safa Beyrouth    | 2 avril 1988 (30 ans)      | 0               | 0               | 0               | 0               | 0               |
|                    | Nour Mansour       | Al Ahed Beyrouth | 14 juin 1991 (27 ans)      | 0               | 0               | 0               | 0               | 0               |
|                    | Alexander Michel   | AFC Eskilstuna   | 14 novembre 1992 (26 ans)  | 0               | 0               | 0               | 0               | 0               |
|                    | Kassem El Zein     | Nejmeh SC        | 2 décembre 1990 (28 ans)   | 0               | 0               | 0               | 0               | 0               |
| Milieux de terrain |                    |                  |                            |                 |                 |                 |                 |                 |
|                    | Adnan Haidar       | Al-Ansar Club    | 3 août 1989 (29 ans)       | 0               | 0               | 0               | 0               | 0               |
|                    | Felix Michel       | AFC Eskilstuna   | 23 juillet 1994 (24 ans)   | 0               | 0               | 0               | 0               | 0               |
|                    | Mohamad Haidar     | Al Ahed Beyrouth | 8 novembre 1989 (29 ans)   | 0               | 0               | 0               | 0               | 0               |
|                    | Bassel Jradi       | Hajduk Split     | 6 juillet 1993 (25 ans)    | 0               | 0               | 0               | 0               | 0               |
|                    | Samir Ayass        | Al Ahed Beyrouth | 24 décembre 1990 (28 ans)  | 0               | 0               | 0               | 0               | 0               |
|                    | Haitham Faour      | Al Ahed Beyrouth | 27 février 1990 (28 ans)   | 0               | 0               | 0               | 0               | 0               |
|                    | Nader Matar        | Nejmeh SC        | 12 mai 1992 (26 ans)       | 0               | 0               | 0               | 0               | 0               |
| Attaquants         |                    |                  |                            |                 |                 |                 |                 |                 |
|                    | Rabih Ataya        | Al Ahed Beyrouth | 16 juillet 1989 (29 ans)   | 0               | 0               | 0               | 0               | 0               |
|                    | Moni               | Al-Ansar Club    | 20 mars 1989 (29 ans)      | 0               | 0               | 0               | 0               | 0               |
|                    | Hassan Maatouk     | Nejmeh SC        | 8 octobre 1987 (31 ans)    | 0               | 0               | 0               | 0               | 0               |
|                    | Hilal El-Helwe     | Apollon Smyrnis  | 24 novembre 1994 (24 ans)  | 0               | 0               | 0               | 0               | 0               |
| Sélectionneur      |                    |                  |                            |                 |                 |                 |                 |                 |
|                    | Miodrag Radulović  |                  | 23 octobre 1967 (51 ans)   |                 |                 |                 |                 |                 |

#### Corée du Nord
| Nom                | Nom             | Équipe actuelle | Date de naissance et âge*  | J.              | Buts            |                 |                 |                 |
| Gardiens de but    | Gardiens de but | Gardiens de but | Gardiens de but            | Gardiens de but | Gardiens de but | Gardiens de but | Gardiens de but | Gardiens de but |
| ------------------ | --------------- | --------------- | -------------------------- | --------------- | --------------- | --------------- | --------------- | --------------- |
|                    | Ri Myong-guk    | Pyongyang City  | 9 septembre 1986 (32 ans)  | 0               | 0               | 0               | 0               | 0               |
|                    | Sin Hyok        | Kigwancha       | 3 juillet 1992 (26 ans)    | 0               | 0               | 0               | 0               | 0               |
|                    | Kang Ju-hyok    | Hwaebul         | 31 mai 1997 (21 ans)       | 0               | 0               | 0               | 0               | 0               |
| Défenseurs         |                 |                 |                            |                 |                 |                 |                 |                 |
|                    | Kim Chol-bom    | April 25        | 16 juillet 1994 (24 ans)   | 0               | 0               | 0               | 0               | 0               |
|                    | Jang Kuk-chol   | Hwaebul         | 16 février 1994 (24 ans)   | 0               | 0               | 0               | 0               | 0               |
|                    | Kim Song-gi     | Fujieda MYFC    | 23 octobre 1988 (30 ans)   | 0               | 0               | 0               | 0               | 0               |
|                    | An Song-il      | April 25        | 30 novembre 1992 (26 ans)  | 0               | 0               | 0               | 0               | 0               |
|                    | Ri Thong-il     | Kigwancha       | 20 novembre 1992 (26 ans)  | 0               | 0               | 0               | 0               | 0               |
|                    | Sim Hyon-jin    | April 25        | 1er janvier 1991 (28 ans)  | 0               | 0               | 0               | 0               | 0               |
|                    | Ri Chang-ho     | Hwaebul         | 4 janvier 1990 (29 ans)    | 0               | 0               | 0               | 0               | 0               |
|                    | Ri Il-jin       | Sobaeksu        | 20 août 1993 (25 ans)      | 0               | 0               | 0               | 0               | 0               |
| Milieux de terrain |                 |                 |                            |                 |                 |                 |                 |                 |
|                    | Kim Yong-il     | Kigwancha       | 6 juillet 1994 (24 ans)    | 0               | 0               | 0               | 0               | 0               |
|                    | Kim Kyong-hun   | Kyonggongop     | 11 août 1990 (28 ans)      | 0               | 0               | 0               | 0               | 0               |
|                    | Kang Kuk-chol   | Rimyongsu       | 29 septembre 1999 (19 ans) | 0               | 0               | 0               | 0               | 0               |
|                    | Ri Un-chol      | Sonbong         | 13 juillet 1995 (23 ans)   | 0               | 0               | 0               | 0               | 0               |
|                    | Ri Yong-jik     | Tokyo Verdy     | 8 février 1991 (27 ans)    | 0               | 0               | 0               | 0               | 0               |
|                    | Choe Song-hyok  | SS Arezzo       | 8 février 1998 (20 ans)    | 0               | 0               | 0               | 0               | 0               |
|                    | Ri Kum-chol     | Wolmido         | 9 décembre 1991 (27 ans)   | 0               | 0               | 0               | 0               | 0               |
| Attaquants         |                 |                 |                            |                 |                 |                 |                 |                 |
|                    | Han Kwang-song  | AC Perugia      | 11 septembre 1998 (20 ans) | 0               | 0               | 0               | 0               | 0               |
|                    | Ri Hyok-chol    | Rimyongsu       | 27 janvier 1991 (27 ans)   | 0               | 0               | 0               | 0               | 0               |
|                    | Pak Kwang-ryong | Sankt Pölten    | 27 septembre 1992 (26 ans) | 0               | 0               | 0               | 0               | 0               |
|                    | Jong Il-gwan    | FC Lucerne      | 30 octobre 1992 (26 ans)   | 0               | 0               | 0               | 0               | 0               |
|                    | Rim Kwang-hyok  | Kigwancha       | 5 août 1992 (26 ans)       | 0               | 0               | 0               | 0               | 0               |
| Sélectionneur      |                 |                 |                            |                 |                 |                 |                 |                 |
|                    | Kim Yong-jun    |                 | 19 juillet 1983 (35 ans)   |                 |                 |                 |                 |                 |

### Groupe F

#### Japon
| Nom                | Nom                  | Équipe actuelle        | Date de naissance et âge*  | J.              | Buts            |                 |                 |                 |
| Gardiens de but    | Gardiens de but      | Gardiens de but        | Gardiens de but            | Gardiens de but | Gardiens de but | Gardiens de but | Gardiens de but | Gardiens de but |
| ------------------ | -------------------- | ---------------------- | -------------------------- | --------------- | --------------- | --------------- | --------------- | --------------- |
|                    | Masaaki Higashiguchi | Gamba Osaka            | 12 mai 1986 (32 ans)       | 0               | 0               | 0               | 0               | 0               |
|                    | Shūichi Gonda        | Sagan Tosu             | 3 mars 1989 (29 ans)       | 0               | 0               | 0               | 0               | 0               |
|                    | Daniel Schmidt       | Vegalta Sendai         | 3 février 1992 (26 ans)    | 0               | 0               | 0               | 0               | 0               |
| Défenseurs         |                      |                        |                            |                 |                 |                 |                 |                 |
|                    | Yūto Nagatomo        | Galatasaray SK         | 12 septembre 1986 (32 ans) | 0               | 0               | 0               | 0               | 0               |
|                    | Tomoaki Makino       | Urawa Red Diamonds     | 11 mai 1987 (31 ans)       | 0               | 0               | 0               | 0               | 0               |
|                    | Maya Yoshida         | Southampton FC         | 24 août 1988 (28 ans)      | 0               | 0               | 0               | 0               | 0               |
|                    | Sho Sasaki           | Sanfrecce Hiroshima    | 2 octobre 1989 (29 ans)    | 0               | 0               | 0               | 0               | 0               |
|                    | Hiroki Sakai         | Olympique de Marseille | 12 avril 1990 (28 ans)     | 0               | 0               | 0               | 0               | 0               |
|                    | Sei Muroya           | FC Tokyo               | 5 avril 1994 (24 ans)      | 0               | 0               | 0               | 0               | 0               |
|                    | Genta Miura          | Gamba Osaka            | 1er mars 1995 (23 ans)     | 0               | 0               | 0               | 0               | 0               |
|                    | Takehiro Tomiyasu    | K Saint-Trond VV       | 5 novembre 1988 (30 ans)   | 0               | 0               | 0               | 0               | 0               |
| Milieux de terrain |                      |                        |                            |                 |                 |                 |                 |                 |
|                    | Toshihiro Aoyama     | Sanfrecce Hiroshima    | 22 février 1986 (32 ans)   | 0               | 0               | 0               | 0               | 0               |
|                    | Genki Haraguchi      | Hanovre 96             | 9 mai 1991 (27 ans)        | 0               | 0               | 0               | 0               | 0               |
|                    | Gaku Shibasaki       | Getafe CF              | 28 mai 1992 (26 ans)       | 0               | 0               | 0               | 0               | 0               |
|                    | Wataru Endō          | K Saint-Trond VV       | 9 février 1993 (25 ans)    | 0               | 0               | 0               | 0               | 0               |
|                    | Junya Ito            | Kashiwa Reysol         | 9 mars 1993 (25 ans)       | 0               | 0               | 0               | 0               | 0               |
|                    | Shoya Nakajima       | Portimonense SC        | 23 août 1994 (24 ans)      | 0               | 0               | 0               | 0               | 0               |
|                    | Takumi Minamino      | Red Bull Salzbourg     | 16 janvier 1995 (23 ans)   | 0               | 0               | 0               | 0               | 0               |
|                    | Hidemasa Morita      | Kawasaki Frontale      | 10 mai 1995 (23 ans)       | 0               | 0               | 0               | 0               | 0               |
|                    | Ritsu Doan           | FC Groningue           | 16 juin 1988 (30 ans)      | 0               | 0               | 0               | 0               | 0               |
| Attaquants         |                      |                        |                            |                 |                 |                 |                 |                 |
|                    | Yuya Osako           | Werder Brême           | 18 mai 1990 (28 ans)       | 0               | 0               | 0               | 0               | 0               |
|                    | Yoshinori Muto       | Newcastle United       | 15 juillet 1992 (26 ans)   | 0               | 0               | 0               | 0               | 0               |
|                    | Koya Kitagawa        | Shimizu S-Pulse        | 26 juillet 1996 (22 ans)   | 0               | 0               | 0               | 0               | 0               |
| Sélectionneur      |                      |                        |                            |                 |                 |                 |                 |                 |
|                    | Hajime Moriyasu      |                        | 23 août 1968 (50 ans)      |                 |                 |                 |                 |                 |

#### Ouzbékistan
| Nom                | Nom                    | Équipe actuelle    | Date de naissance et âge*   | J.              | Buts            |                 |                 |                 |
| Gardiens de but    | Gardiens de but        | Gardiens de but    | Gardiens de but             | Gardiens de but | Gardiens de but | Gardiens de but | Gardiens de but | Gardiens de but |
| ------------------ | ---------------------- | ------------------ | --------------------------- | --------------- | --------------- | --------------- | --------------- | --------------- |
|                    | Ignatiy Nesterov       | Lokomotiv Tachkent | 20 juin 1983 (35 ans)       | 0               | 0               | 0               | 0               | 0               |
|                    | Outkir Youssoupov      | Kokand 1912        | 4 janvier 1991 (28 ans)     | 0               | 0               | 0               | 0               | 0               |
|                    | Sanjar Kouvvatov       | Nasaf Qarshi       | 8 janvier 1990 (28 ans)     | 0               | 0               | 0               | 0               | 0               |
| Défenseurs         |                        |                    |                             |                 |                 |                 |                 |                 |
|                    | Egor Krimets           | Pakhtakor Tachkent | 27 janvier 1992 (26 ans)    | 0               | 0               | 0               | 0               | 0               |
|                    | Anzour Ismaïlov        | Lokomotiv Tachkent | 21 avril 1985 (33 ans)      | 0               | 0               | 0               | 0               | 0               |
|                    | Dostonbek Toursounov   | Renofa Yamaguchi   | 13 juin 1995 (23 ans)       | 0               | 0               | 0               | 0               | 0               |
|                    | Islom Toukhtakhodjaïev | Lokomotiv Tachkent | 30 octobre 1989 (29 ans)    | 0               | 0               | 0               | 0               | 0               |
|                    | Oleg Zoteïev           | Lokomotiv Tachkent | 5 juillet 1989 (29 ans)     | 0               | 0               | 0               | 0               | 0               |
|                    | Farrukh Sayfiev        | Pakhtakor Tachkent | 17 janvier 1991 (27 ans)    | 0               | 0               | 0               | 0               | 0               |
|                    | Akmal Chorakhmedov     | Pakhtakor Tachkent | 10 mai 1986 (32 ans)        | 0               | 0               | 0               | 0               | 0               |
|                    | Davron Khachimov       | Navbahor Namangan  | 24 novembre 1992 (26 ans)   | 0               | 0               | 0               | 0               | 0               |
| Milieux de terrain |                        |                    |                             |                 |                 |                 |                 |                 |
|                    | Odilyon Hamrobekov     | Nasaf Qarshi       | 13 février 1996 (22 ans)    | 0               | 0               | 0               | 0               | 0               |
|                    | Odil Ahmedov           | Shanghai SIPG      | 25 novembre 1987 (31 ans)   | 0               | 0               | 0               | 0               | 0               |
|                    | Otabek Choukourov      | Sharjah FC         | 22 juin 1996 (22 ans)       | 0               | 0               | 0               | 0               | 0               |
|                    | Fozil Moussaïev        | Júbilo Iwata       | 2 janvier 1989 (30 ans)     | 0               | 0               | 0               | 0               | 0               |
|                    | Jaloliddin Masharipov  | Pakhtakor Tachkent | 1er septembre 1993 (25 ans) | 0               | 0               | 0               | 0               | 0               |
|                    | Azizbek Tourgounbaïev  | Navbahor Namangan  | 1er octobre 1994 (24 ans)   | 0               | 0               | 0               | 0               | 0               |
|                    | Dostonbek Khamdamov    | Anji Makhatchkala  | 24 juillet 1996 (22 ans)    | 0               | 0               | 0               | 0               | 0               |
|                    | Javokhir Sidikov       | Kokand 1912        | 8 décembre 1996 (22 ans)    | 0               | 0               | 0               | 0               | 0               |
|                    | Ikromyon Alibaïev      | FC Séoul           | 9 janvier 1994 (24 ans)     | 0               | 0               | 0               | 0               | 0               |
|                    | Eldor Chomourodov      | FK Rostov          | 29 juin 1995 (23 ans)       | 0               | 0               | 0               | 0               | 0               |
| Attaquants         |                        |                    |                             |                 |                 |                 |                 |                 |
|                    | Marat Bikmoïev         | Lokomotiv Tachkent | 1er janvier 1986 (33 ans)   | 0               | 0               | 0               | 0               | 0               |
|                    | Sardor Rachidov        | Lokomotiv Tachkent | 14 juin 1991 (27 ans)       | 0               | 0               | 0               | 0               | 0               |
| Sélectionneur      |                        |                    |                             |                 |                 |                 |                 |                 |
|                    | Héctor Cúper           |                    | 16 novembre 1955 (63 ans)   |                 |                 |                 |                 |                 |

#### Oman
| Nom                | Nom                  | Équipe actuelle | Date de naissance et âge* | J.              | Buts            |                 |                 |                 |
| Gardiens de but    | Gardiens de but      | Gardiens de but | Gardiens de but           | Gardiens de but | Gardiens de but | Gardiens de but | Gardiens de but | Gardiens de but |
| ------------------ | -------------------- | --------------- | ------------------------- | --------------- | --------------- | --------------- | --------------- | --------------- |
|                    | Ahmed Al-Rawahi      | Al Nasr Salalah | 5 mai 1994 (24 ans)       | 0               | 0               | 0               | 0               | 0               |
|                    | Ammar Al-Rushaidi    | Al-Suwaiq Club  | 14 février 1998 (20 ans)  | 0               | 0               | 0               | 0               | 0               |
|                    | Faiz Al-Rushaidi     | Al-Ain          | 20 juin 1983 (35 ans)     | 0               | 0               | 0               | 0               | 0               |
| Défenseurs         |                      |                 |                           |                 |                 |                 |                 |                 |
|                    | Mohammed Al-Musalami | Dhofar Club     | 27 avril 1990 (28 ans)    | 0               | 0               | 0               | 0               | 0               |
|                    | Ali Al-Busaidi       | Dhofar Club     | 21 janvier 1991 (27 ans)  | 0               | 0               | 0               | 0               | 0               |
|                    | Mahmood Al-Mushaifri | Al Nasr Salalah | 14 janvier 1993 (25 ans)  | 0               | 0               | 0               | 0               | 0               |
|                    | Khalid Al-Braiki     | Al Nasr Salalah | 3 juillet 1993 (25 ans)   | 0               | 0               | 0               | 0               | 0               |
|                    | Mohammed Al-Balushi  | Al-Nahda Club   | 27 août 1989 (29 ans)     | 0               | 0               | 0               | 0               | 0               |
|                    | Saad Al-Mukhaini     | Al-Nasr Riyad   | 6 septembre 1987 (31 ans) | 0               | 0               | 0               | 0               | 0               |
|                    | Mohammed Al-Rawahi   | Al-Wakrah       | 26 avril 1993 (25 ans)    | 0               | 0               | 0               | 0               | 0               |
| Milieux de terrain |                      |                 |                           |                 |                 |                 |                 |                 |
|                    | Salaah Al-Yahyaei    | Dhofar Club     | 4 janvier 1994 (25 ans)   | 0               | 0               | 0               | 0               | 0               |
|                    | Harib Al-Saadi       | Dhofar Club     | 1er février 1990 (28 ans) | 0               | 0               | 0               | 0               | 0               |
|                    | Mataz Saleh          | Dhofar Club     | 28 mai 1996 (22 ans)      | 0               | 0               | 0               | 0               | 0               |
|                    | Ali Al-Jabri         | Al-Nahda Club   | 29 janvier 1990 (28 ans)  | 0               | 0               | 0               | 0               | 0               |
|                    | Yaseen Al-Sheyadi    | Al-Suwaiq Club  | 5 février 1994 (24 ans)   | 0               | 0               | 0               | 0               | 0               |
|                    | Mohsin Al-Khaldi     | Sohar SC        | 16 août 1988 (30 ans)     | 0               | 0               | 0               | 0               | 0               |
|                    | Jameel Al-Yahmadi    | Al-Wakrah       | 4 janvier 1994 (25 ans)   | 0               | 0               | 0               | 0               | 0               |
|                    | Ahmed Moubarak       | Al-Mesaimeer    | 23 février 1985 (33 ans)  | 0               | 0               | 0               | 0               | 0               |
|                    | Raed Ibrahim Saleh   | Valletta FC     | 9 juin 1992 (26 ans)      | 0               | 0               | 0               | 0               | 0               |
| Attaquants         |                      |                 |                           |                 |                 |                 |                 |                 |
|                    | Khalid Al-Hajri      | Al Nasr Salalah | 10 mars 1994 (24 ans)     | 0               | 0               | 0               | 0               | 0               |
|                    | Muhsen Al-Ghassani   | Al-Suwaiq Club  | 27 mars 1997 (21 ans)     | 0               | 0               | 0               | 0               | 0               |
|                    | Mohammed Al-Ghassani | Saham Club      | 1er avril 1985 (33 ans)   | 0               | 0               | 0               | 0               | 0               |
|                    | Mohamed Khasib       | Al-Nahda Club   | 24 mars 1994 (24 ans)     | 0               | 0               | 0               | 0               | 0               |
| Sélectionneur      |                      |                 |                           |                 |                 |                 |                 |                 |
|                    | Pim Verbeek          |                 | 12 mars 1956 (62 ans)     |                 |                 |                 |                 |                 |

#### Turkménistan
| Nom                | Nom                    | Équipe actuelle     | Date de naissance et âge*  | J.              | Buts            |                 |                 |                 |
| Gardiens de but    | Gardiens de but        | Gardiens de but     | Gardiens de but            | Gardiens de but | Gardiens de but | Gardiens de but | Gardiens de but | Gardiens de but |
| ------------------ | ---------------------- | ------------------- | -------------------------- | --------------- | --------------- | --------------- | --------------- | --------------- |
|                    | Mammet Orazmuhammedow  | Altyn Asyr          | 20 décembre 1986 (32 ans)  | 0               | 0               | 0               | 0               | 0               |
|                    | Batyr Babaýew          | Ahal Änew           | 21 août 1991 (27 ans)      | 0               | 0               | 0               | 0               | 0               |
|                    | Nikita Gorbunow        | Şagadam Türkmenbaşy | 14 février 1984 (34 ans)   | 0               | 0               | 0               | 0               | 0               |
| Défenseurs         |                        |                     |                            |                 |                 |                 |                 |                 |
|                    | Zafar Babajanow        | Altyn Asyr          | 9 février 1987 (31 ans)    | 0               | 0               | 0               | 0               | 0               |
|                    | Güýçmyrat Annagulyýew  | Ahal Änew           | 10 juin 1996 (22 ans)      | 0               | 0               | 0               | 0               | 0               |
|                    | Mekan Saparow          | Altyn Asyr          | 22 avril 1994 (24 ans)     | 0               | 0               | 0               | 0               | 0               |
|                    | Gurbangeldi Batyrow    | Altyn Asyr          | 28 juillet 1988 (30 ans)   | 0               | 0               | 0               | 0               | 0               |
|                    | Serdar Annaorazow      | Altyn Asyr          | 29 juin 1990 (28 ans)      | 0               | 0               | 0               | 0               | 0               |
|                    | Döwran Orazalyýew      | Ahal Änew           | 5 mai 1994 (24 ans)        | 0               | 0               | 0               | 0               | 0               |
| Milieux de terrain |                        |                     |                            |                 |                 |                 |                 |                 |
|                    | Wezirgeldi Ylýasow     | Ahal Änew           | 18 janvier 1992 (26 ans)   | 0               | 0               | 0               | 0               | 0               |
|                    | Arslanmyrat Amanow     | FK Boukhara         | 28 mars 1990 (28 ans)      | 0               | 0               | 0               | 0               | 0               |
|                    | Ruslan Mingazov        | 1. FK Příbram       | 23 novembre 1991 (27 ans)  | 0               | 0               | 0               | 0               | 0               |
|                    | Merdan Gurbanow        | Ahal Änew           | 30 août 1991 (27 ans)      | 0               | 0               | 0               | 0               | 0               |
|                    | Ilýa Tamurkin          | Alga Bichkek        | 9 mai 1989 (29 ans)        | 0               | 0               | 0               | 0               | 0               |
|                    | Altymyrat Annadurdyýew | Altyn Asyr          | 13 avril 1993 (25 ans)     | 0               | 0               | 0               | 0               | 0               |
|                    | Serdar Geldiýew        | Altyn Asyr          | 1er octobre 1987 (31 ans)  | 0               | 0               | 0               | 0               | 0               |
|                    | Ahmet Ataýew           | Persela Lamongan    | 19 septembre 1990 (28 ans) | 0               | 0               | 0               | 0               | 0               |
|                    | Myrat Annaýew          | Ahal Änew           | 6 mai 1993 (25 ans)        | 0               | 0               | 0               | 0               | 0               |
|                    | Resul Hojaýew          | Altyn Asyr          | 7 janvier 1997 (21 ans)    | 0               | 0               | 0               | 0               | 0               |
| Attaquants         |                        |                     |                            |                 |                 |                 |                 |                 |
|                    | Wahyt Orazsähedow      | Altyn Asyr          | 26 janvier 1992 (26 ans)   | 0               | 0               | 0               | 0               | 0               |
|                    | Süleýman Muhadow       | Ahal Änew           | 24 décembre 1993 (25 ans)  | 0               | 0               | 0               | 0               | 0               |
|                    | Myrat Ýagşyýew         | Altyn Asyr          | 12 janvier 1992 (26 ans)   | 0               | 0               | 0               | 0               | 0               |
|                    | Mihail Titow           | Altyn Asyr          | 18 octobre 1997 (21 ans)   | 0               | 0               | 0               | 0               | 0               |
| Sélectionneur      |                        |                     |                            |                 |                 |                 |                 |                 |
|                    | Ýazguly Hojageldyýew   |                     | 27 février 1977 (41 ans)   |                 |                 |                 |                 |                 |